# Estación Moreno
Moreno es una estación ferroviaria ubicada en el centro de la ciudad del mismo nombre, Gran Buenos Aires, Argentina.

## Servicios
- Es la terminal oeste de la Línea Sarmiento, que la une con la estación Once en el barrio porteño de Balvanera.[2]
- Es la terminal este del ramal que dirige sus trenes a las ciudades del interior bonaerense como General Rodríguez, Luján y Mercedes.

Al tener estas características, es una de las estaciones más concurridas de la línea, vendiéndose en ella el 11,4% de los boletos y abonos.
En 2006 se inauguró el Centro de Transbordo Moreno en una superficie de 1.465 m² que incluye dos puentes peatonales que conectan los andenes ferroviarios con 16 dársenas de colectivos de sus alrededores, integrando las áreas norte y sur de la ciudad.

## Infraestructura
Posee cuatro andenes, dos laterales para servicios interurbanos, y dos centrales: uno elevado para servicios eléctricos y el otro para servicios diesel.
Todos los andenes se acceden mediante dos puentes peatonales que comunican con la Plaza Central de Moreno y las dársenas de colectivos, como parte del Centro de Transbordo.

## Historia

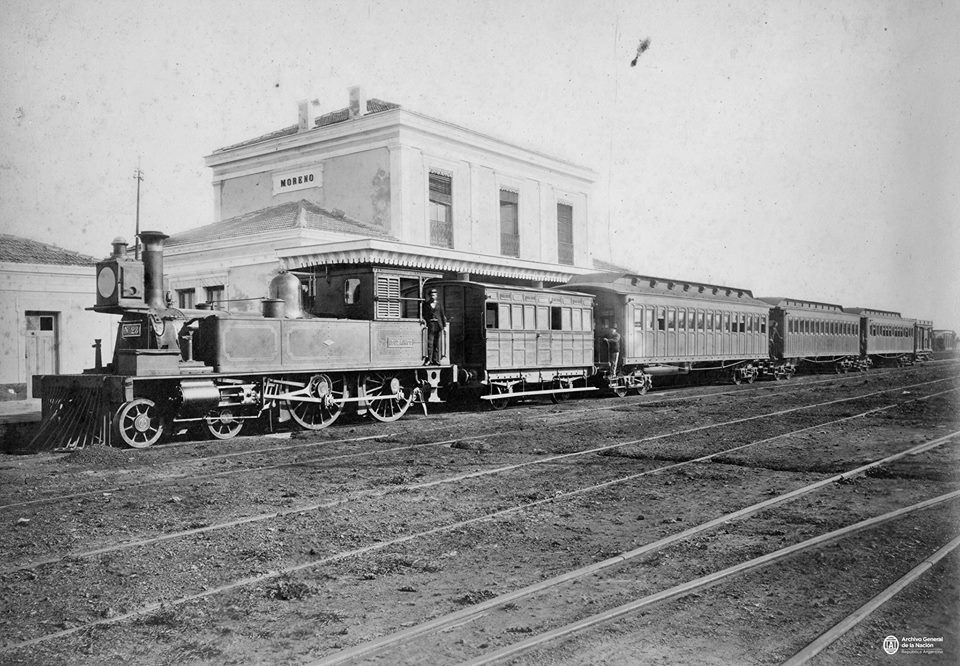
La estación Moreno, c. 1910.

La estación se inauguró el 12 de abril de 1860 en terrenos que pertenecían a Don Amancio Alcorta. Fue el primer viaje que ocurría luego de la construcción del puente sobre el Río de las Conchas. Allí fue la primera vez en toda SudAmérica en que un tren logra cruzar por el cauce de un río. En 1859 comenzó la construcción del puente de hierro, a unos siete metros de altura sobre el río, escollo natural que detenía la extensión de las vías ferroviarias  en la entrada de la localidad de Paso del Rey, fue re-emplazado el 23 de agosto de 1890 por el actual, que fue construido según plano confeccionado por el ingeniero Julio Ringuelet, cuya única adaptación tuvo lugar en 1923 cuando se electrificó el servicio.
El mismo día de la inauguración se efectuó la primera comunicación telegráfica de la Argentina desde allí a la Estación del Parque. El edificio ferroviario fue modificado en los primeros años de la década de 1870 y en 1993 fue declarado Monumento Histórico Municipal.

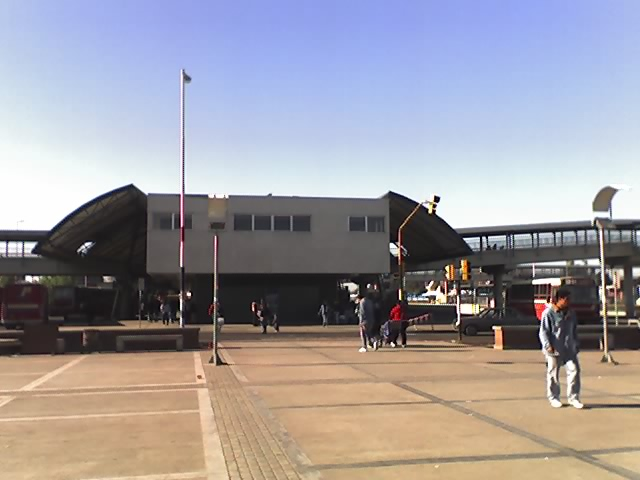
Centro de Transbordo Moreno.

El 9 de noviembre de 2006 con la presencia del presidente Néstor Kirchner y del gobernador Felipe Solá se inauguró el Centro de Transbordo Moreno.
Cabe recordar que, el proyecto contempla la instalación de 16 dársenas para colectivos de corta y media distancia. En la infraestructura se presta especial atención a la calidad de la arquitectura y al equipamiento urbano. Habrá adecuación del sistema a diversas discapacidades motoras y posibilitará actividades comerciales sin restar eficiencia al intercambio modal del transporte. La finalización del proyecto permitirá recuperar el uso residencial revitalizando, reordenando y renovando el uso comercial, recreativo y cultural de la ciudad. 
Cabe señalar que el Plan Estratégico Integral de la obra, ha sido diseñado por el municipio de Moreno, a través del equipo Técnico del Instituto de Desarrollo Urbano, Ambiental y Regional – IDUAR - en el marco del Programa Grandes Proyectos Urbanos, que reordena integralmente el área central de Moreno
.El Centro de Trasbordo, es la primera de esta relevancia en el Conurbano y su principal objetivo es agrupar todo el tráfico y el tránsito de unas 100 mil personas que utilizan diariamente los servicios y transitan por la zona céntrica. 
La mega- obra tiene casi 11 mil m² de superficie cubierta y semicubierta e interviene en un área de unas 4 hectáreas aproximadamente, ya que incluye remodelaciones en las plazas Mariano Moreno y San Martín, así como en las calles circundantes. 
El Centro de Trasbordo, cuenta con playa de estacionamiento vehicular subterránea, tiene dos puentes peatonales de alrededor de 170 metros de longitud que vincularán las áreas norte y sur del centro de la ciudad. Luego de la inauguración de la obra, estos puentes permitirán a los transeúntes, bajar en la zona de andenes o simplemente atravesar las vías en mayores condiciones de seguridad. Por otra parte, la plaza Mariano Moreno ya fue integrada y remodelada, así como las principales arterias adyacentes a la estación. 
Finalmente, cabe recordar que el Organismo Nacional de Bienes del Estado (ONABE) quien cedió el predio, entregó en concesión a una empresa privada, mediante licitación pública, la explotación comercial, mantenimiento y seguridad del Centro de Trasbordo.

## Galería fotográfica

Fotografías antiguas
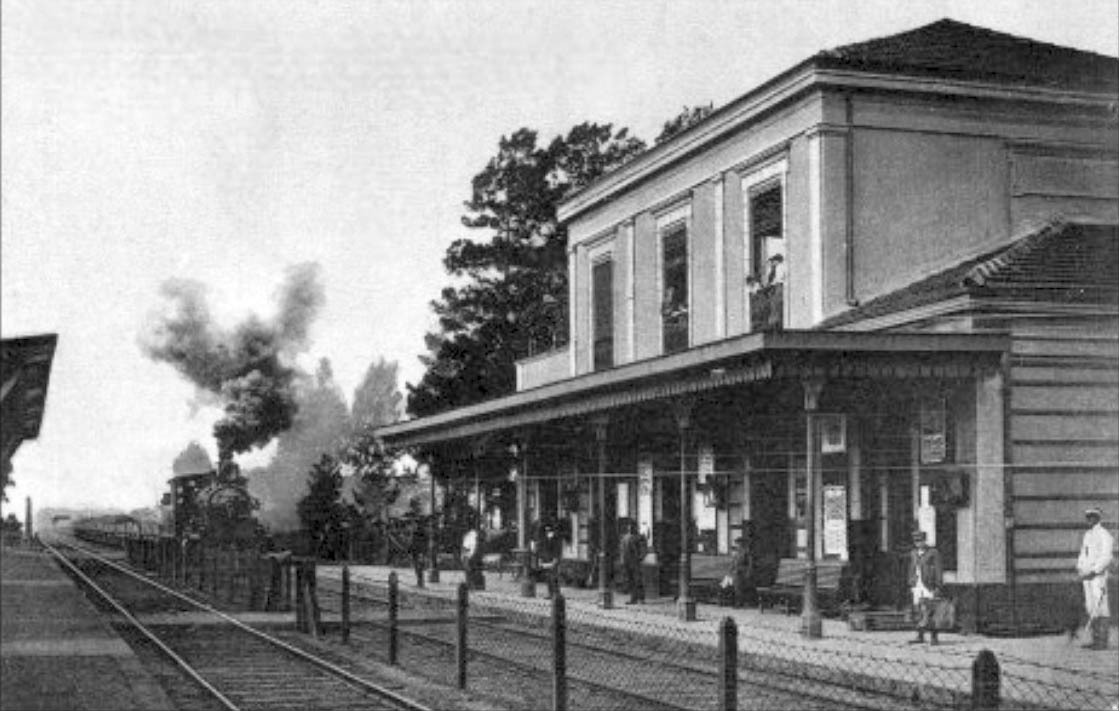
Edificio principal en 1874
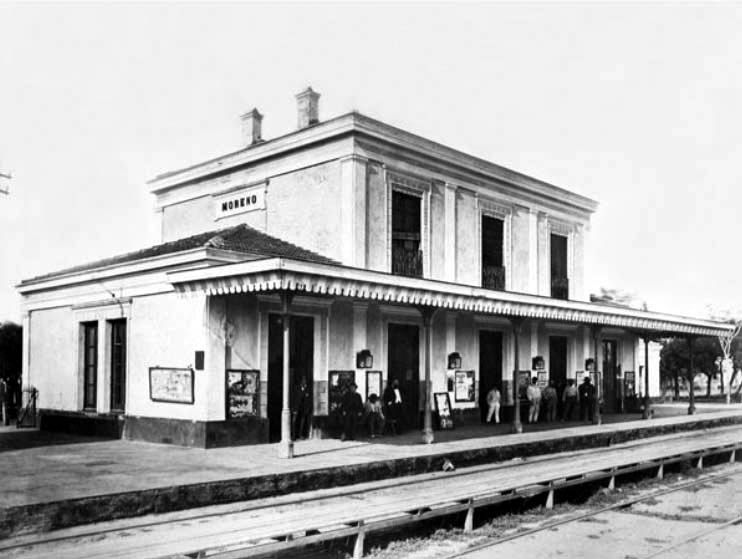
Edificio principal circa 1900
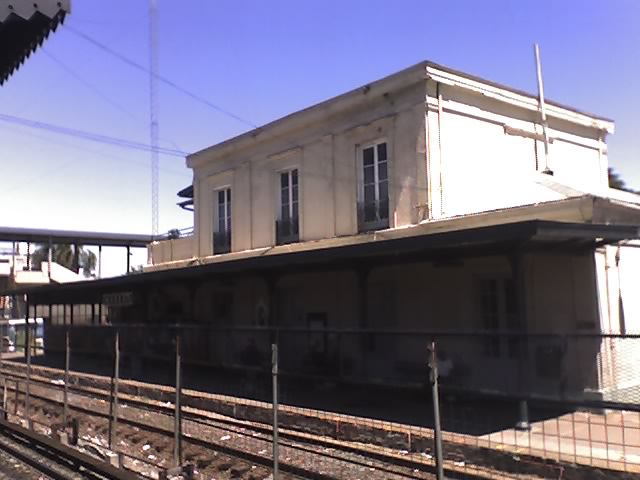
Edificio principal en 2009
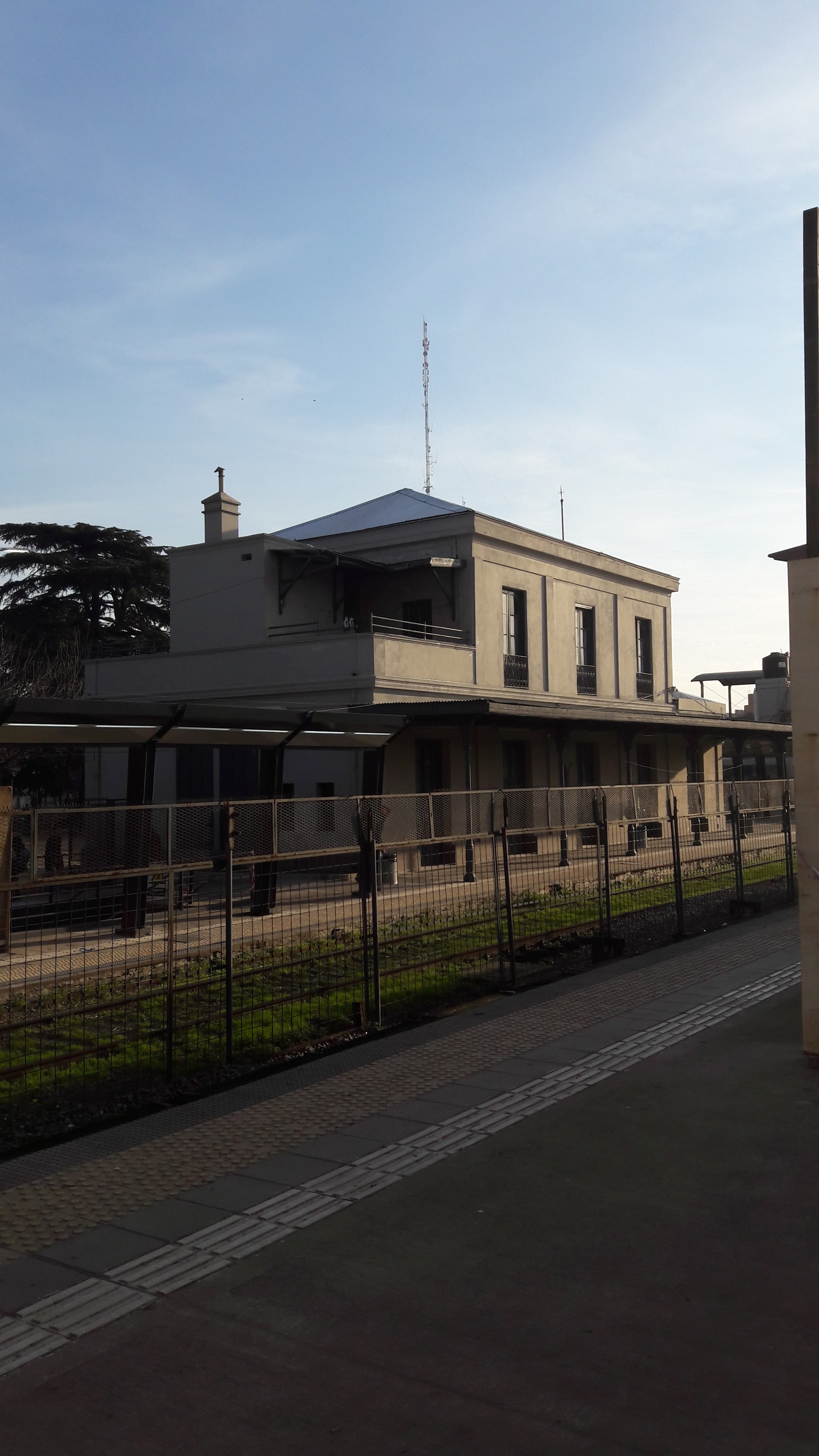
Edificio principal en 2017
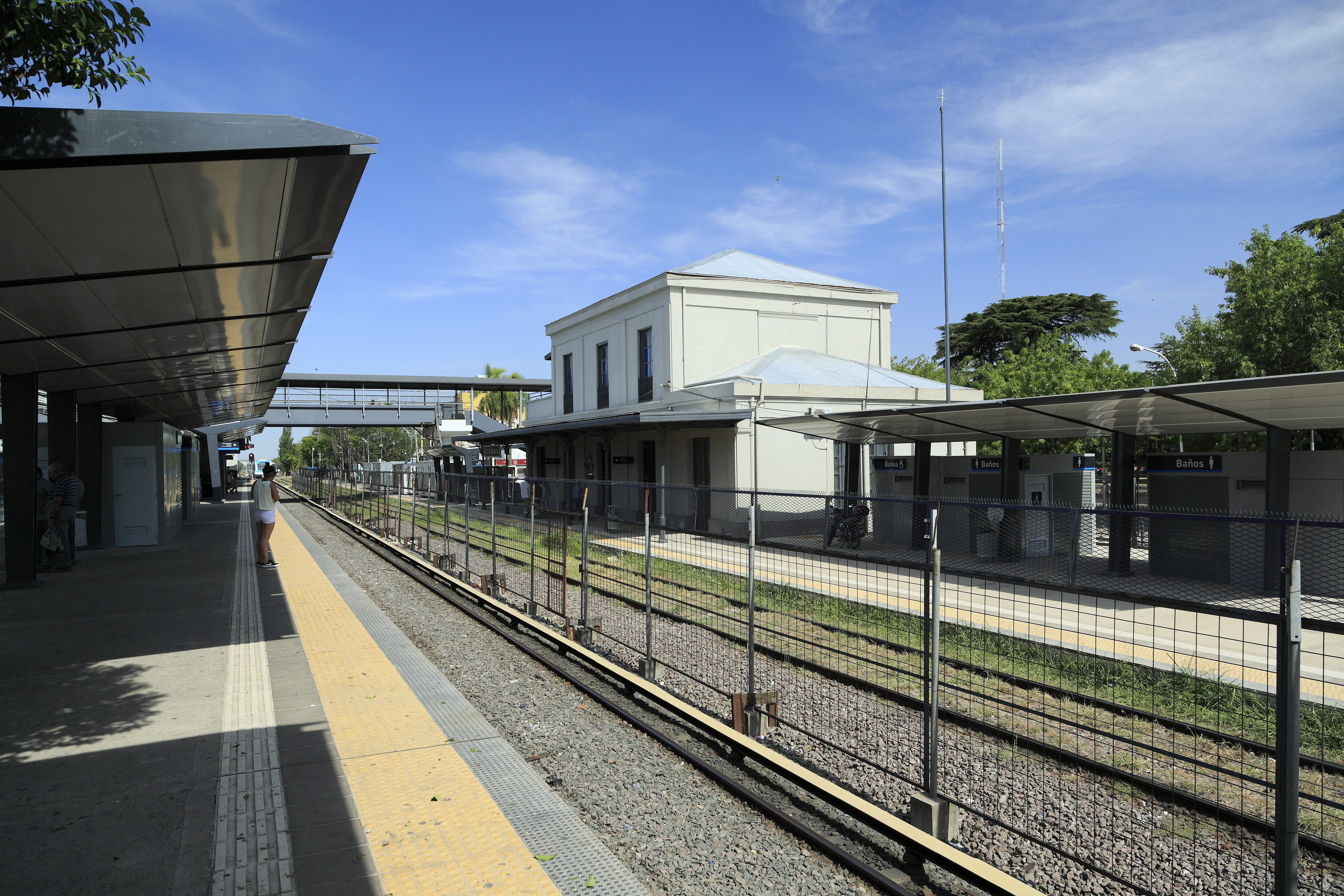
Edificio principal en 2018
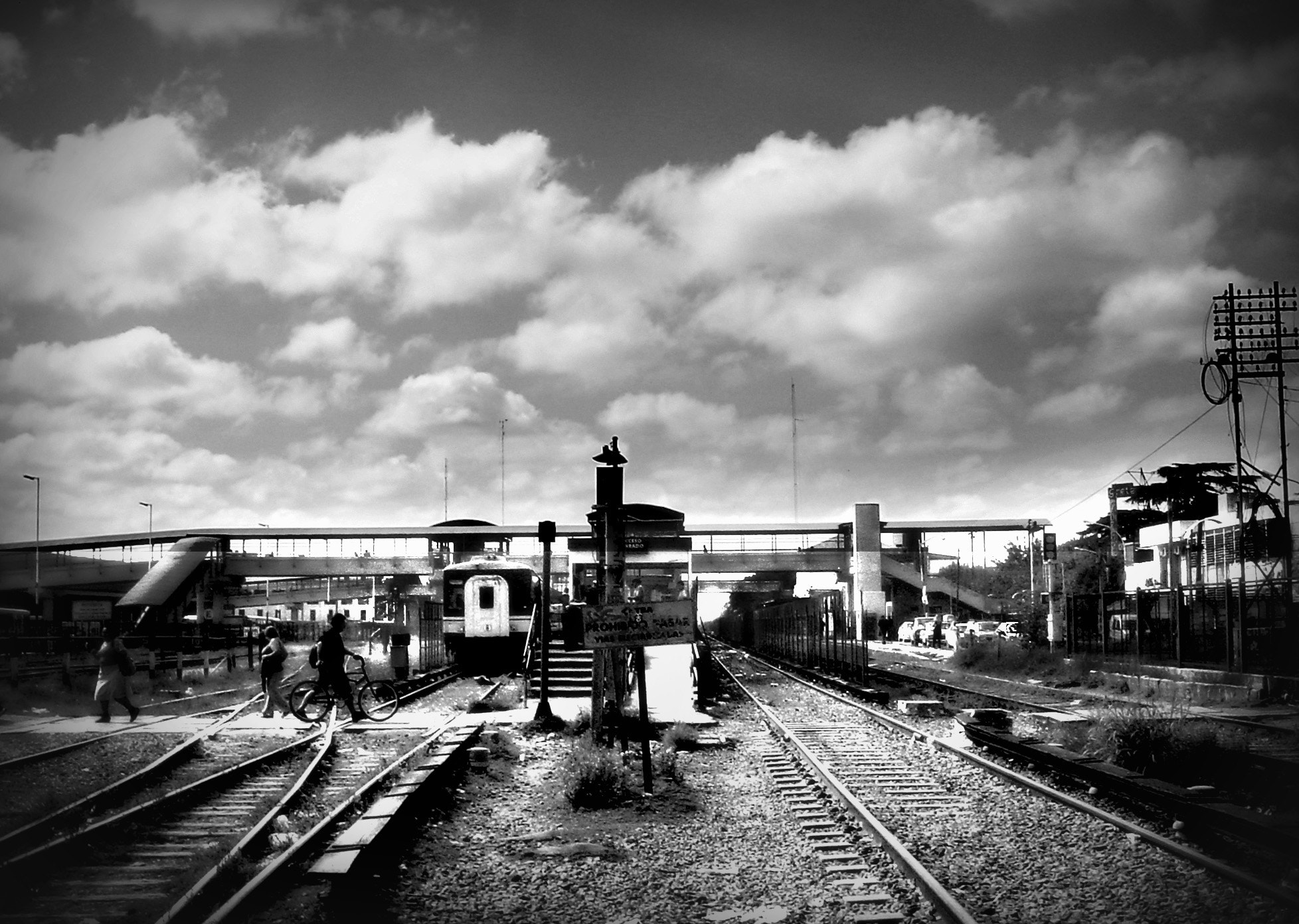
Antiguo acceso por la Calle Pedro Martínez Melo, en 2013
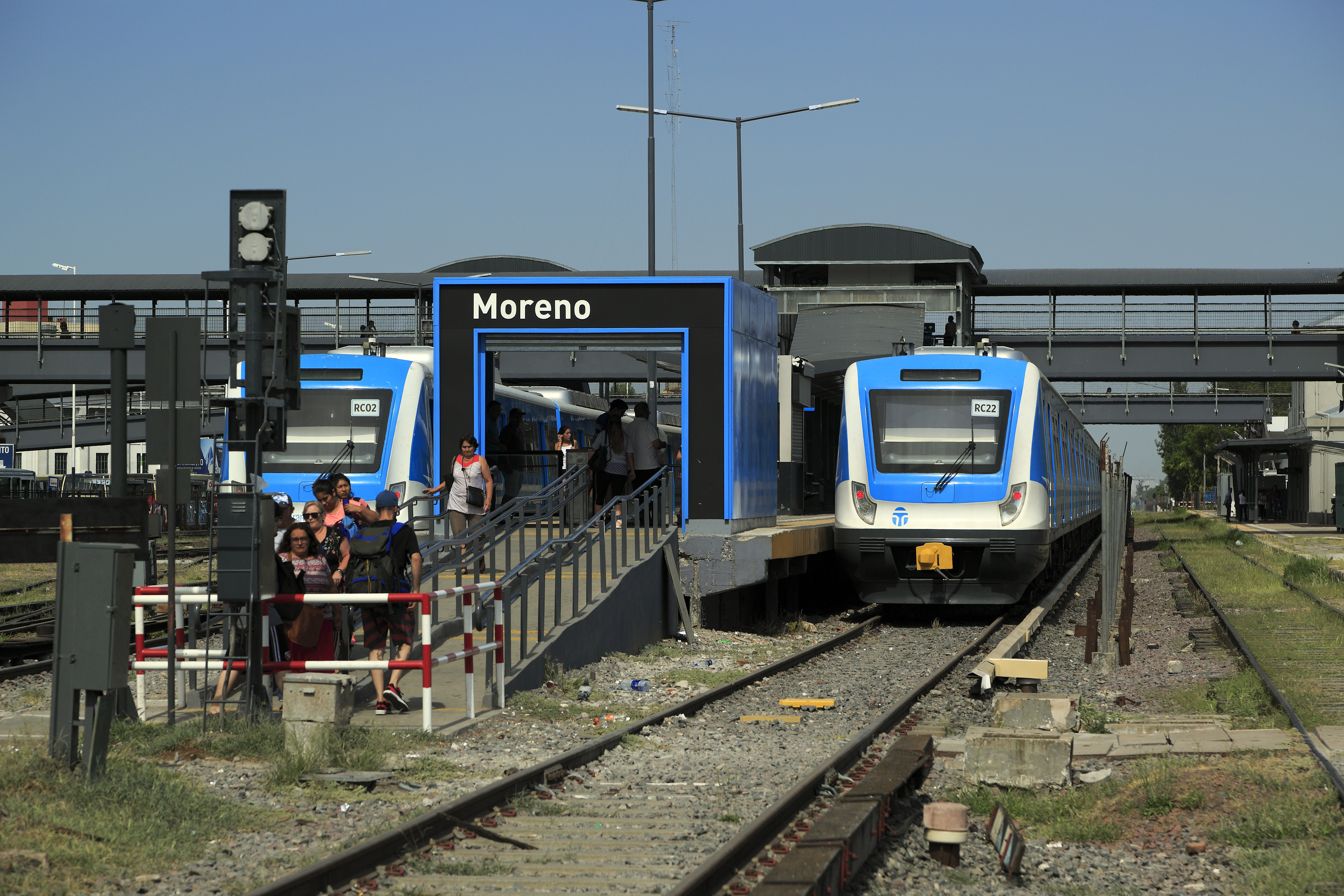
Antiguo acceso por la Calle Pedro Martínez Melo, en 2019
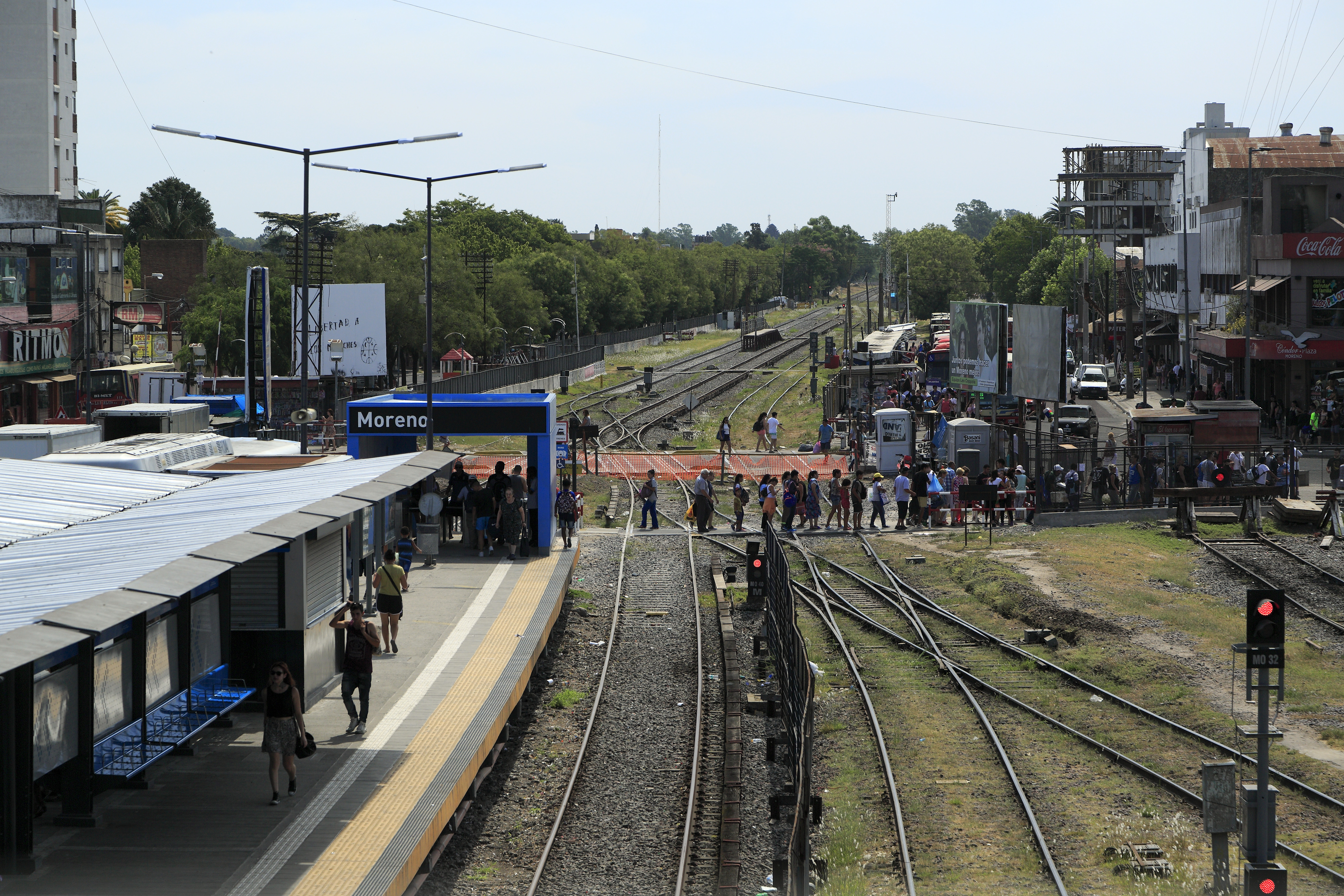
Antiguo acceso por la Calle Pedro Martínez Melo, en 2018
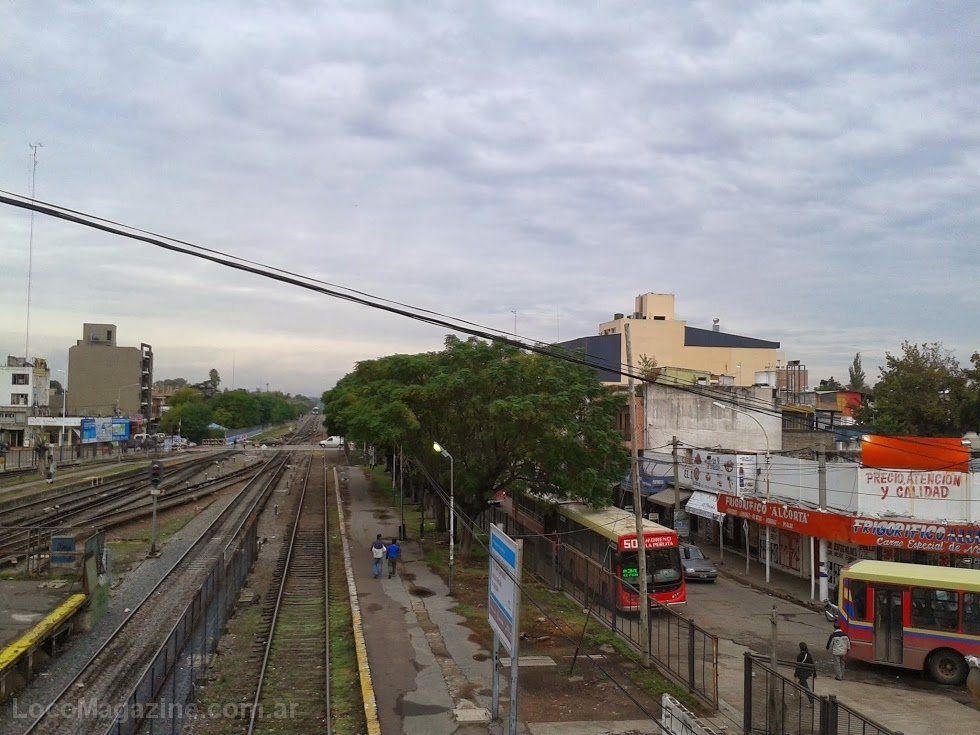
Panorama de las vías con vista hacia Merlo, en 2013
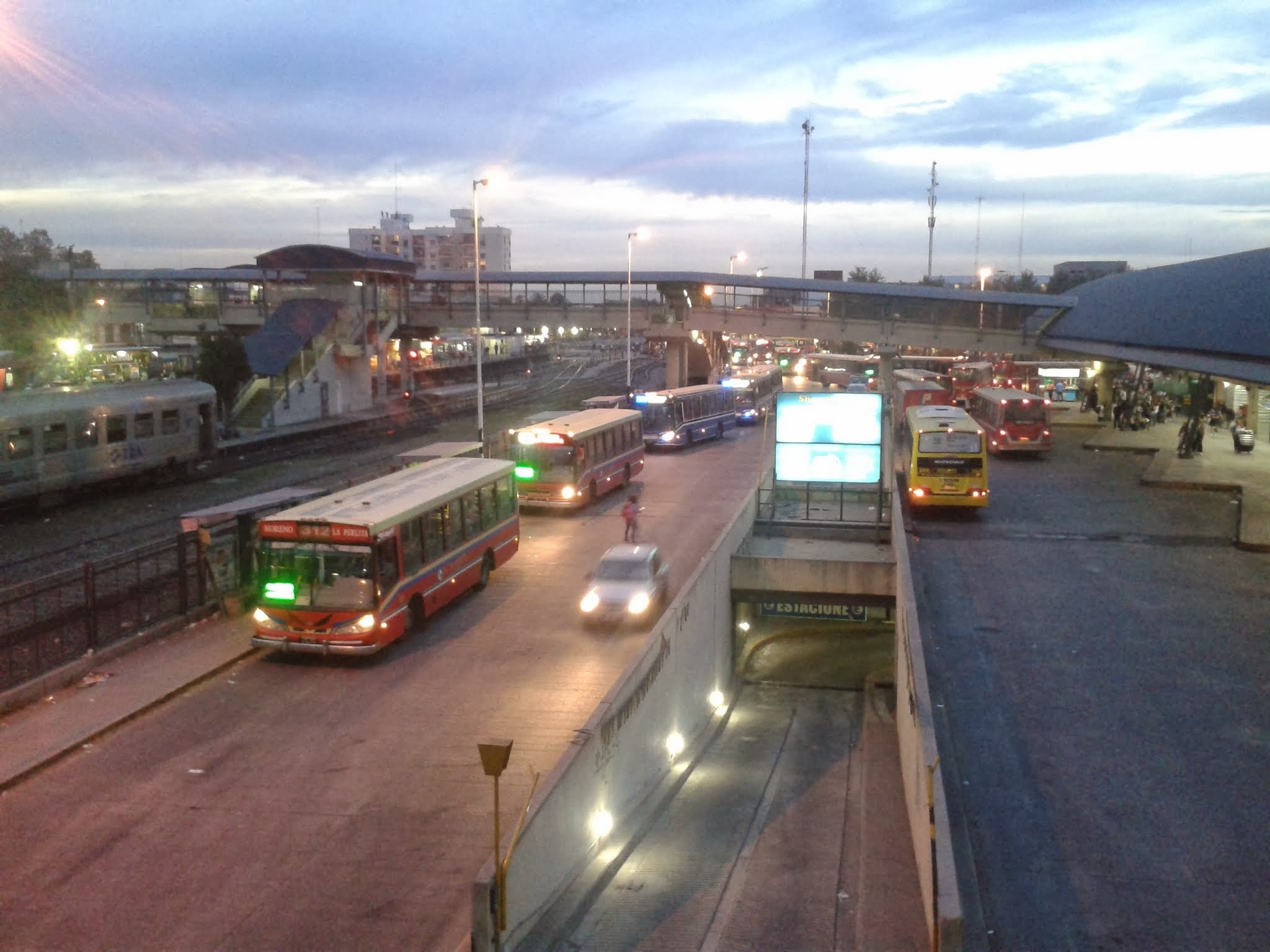
Vista nocturna en 2013
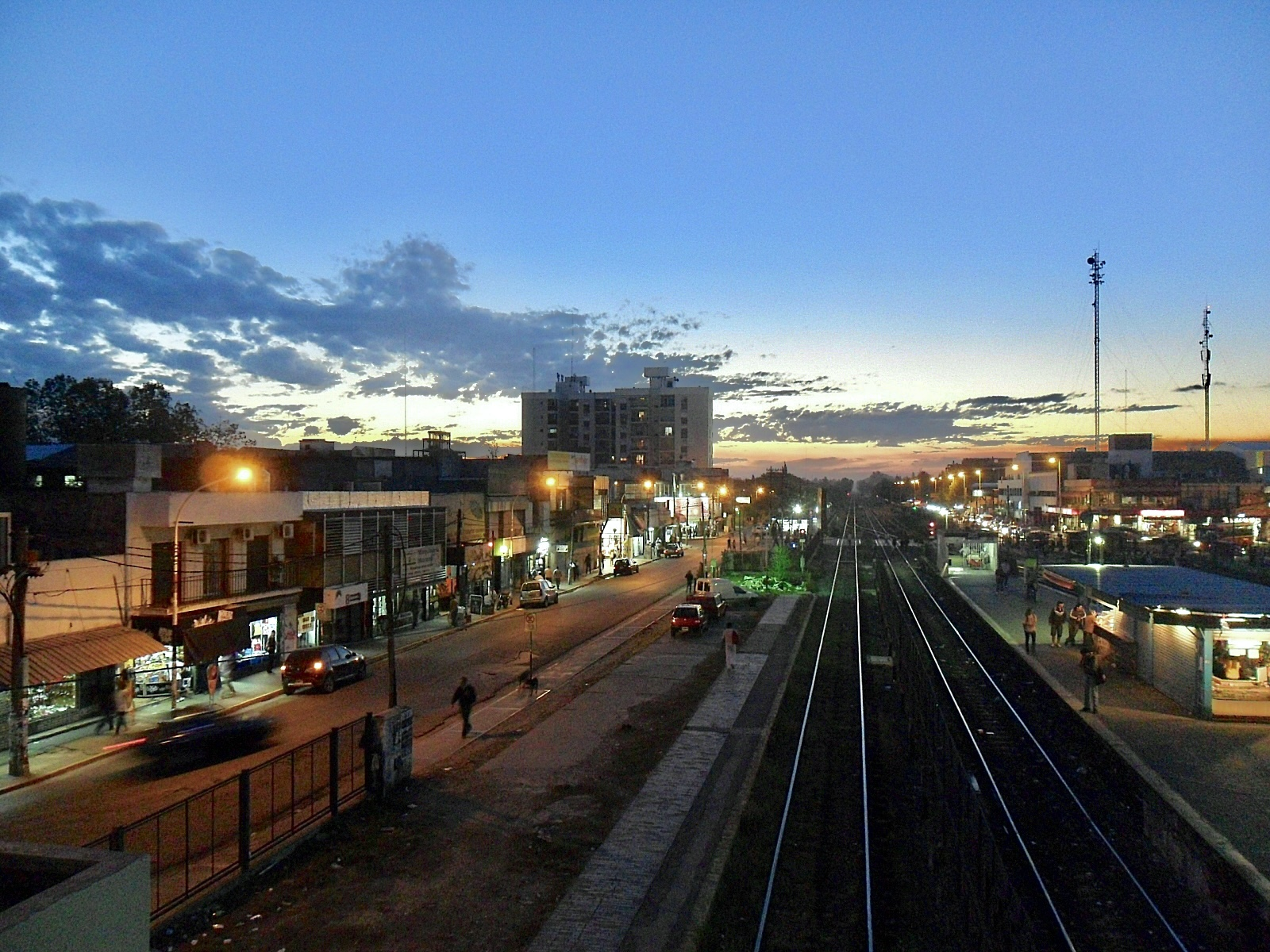
Vista nocturna en 2013
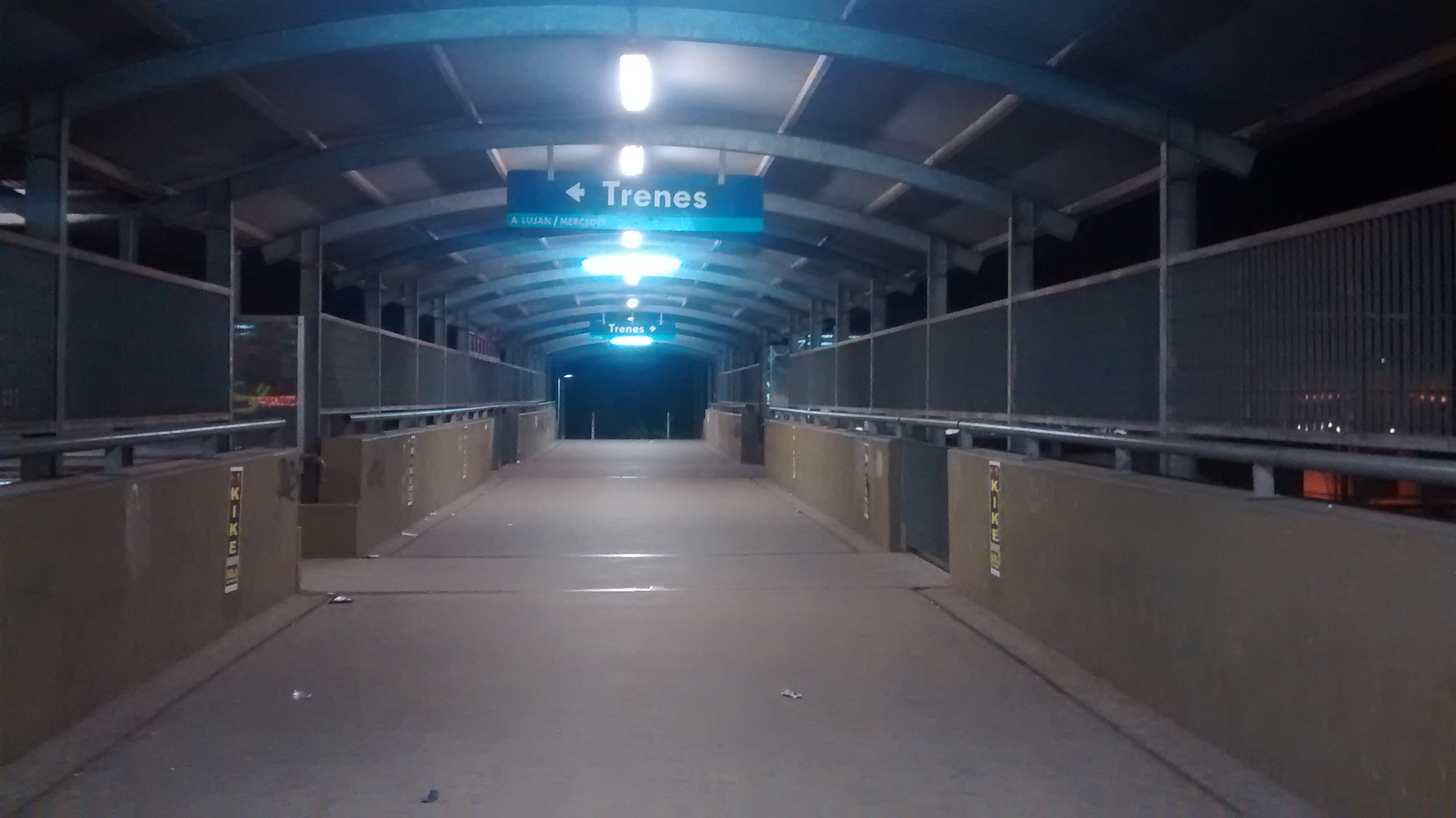
Vista nocturna del interior de una de las pasarelas, en 2015

Fotografías actuales
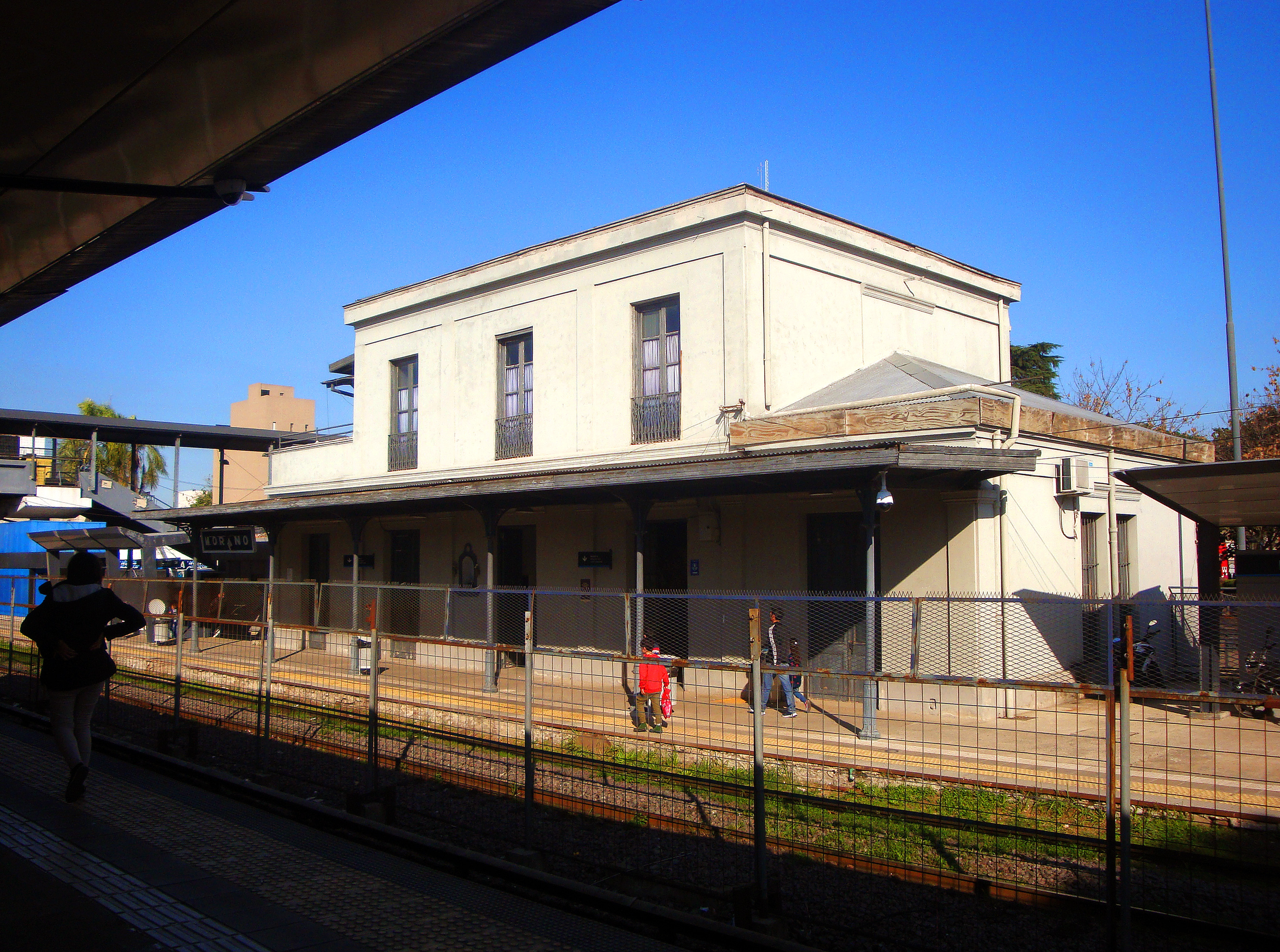
Edificio principal en 2023
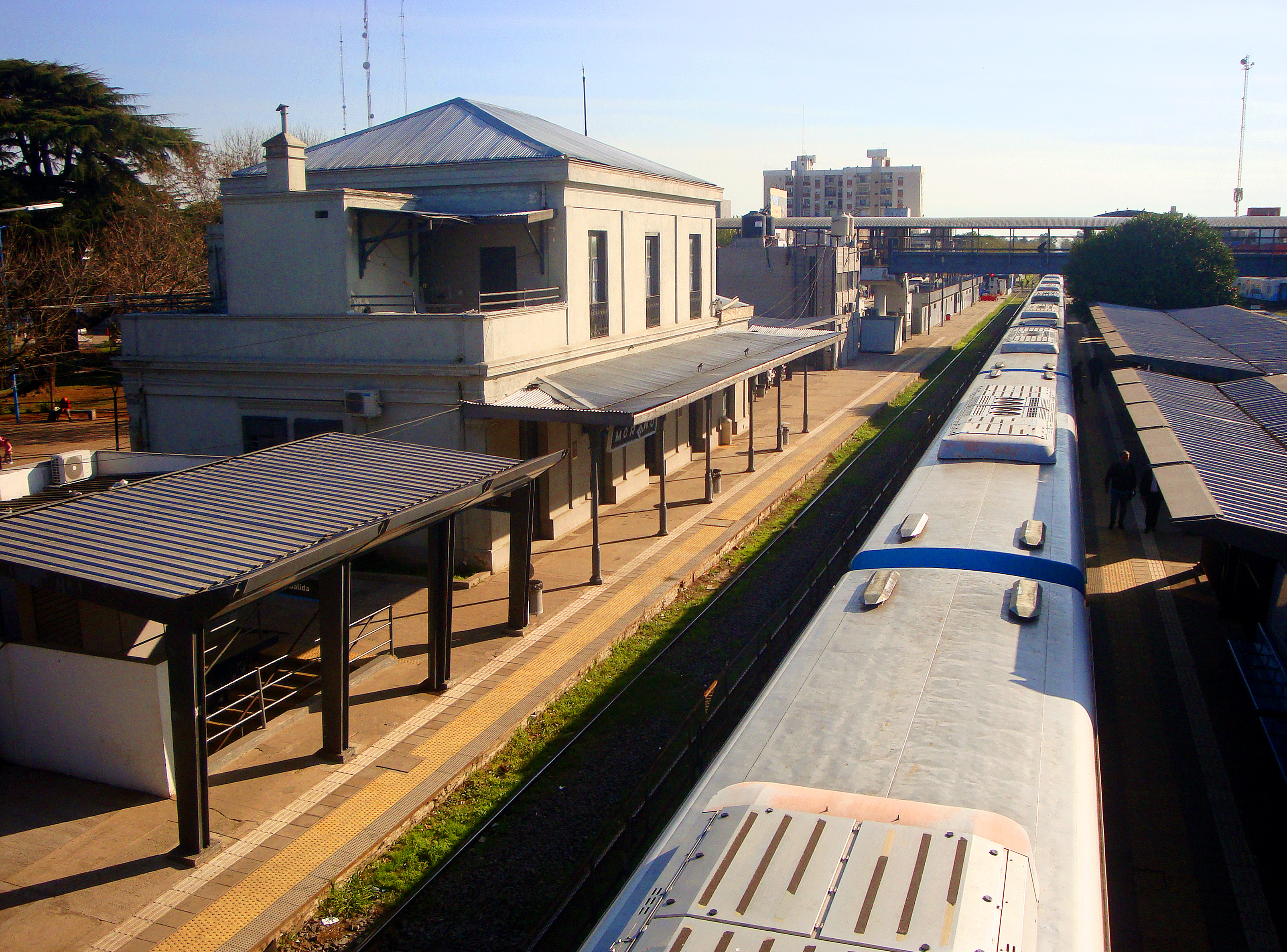
Edificio principal en 2023
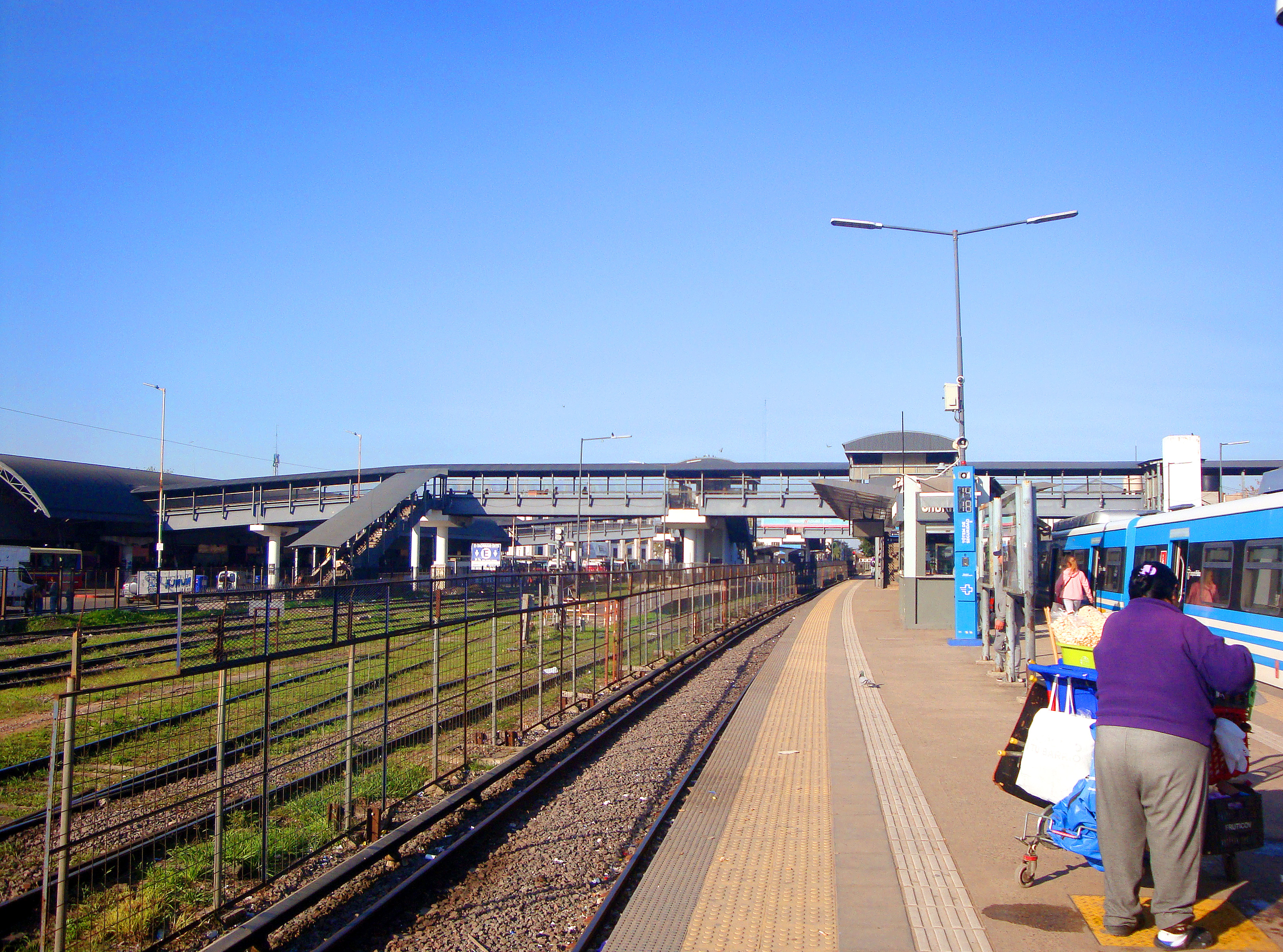
Vista del andén central
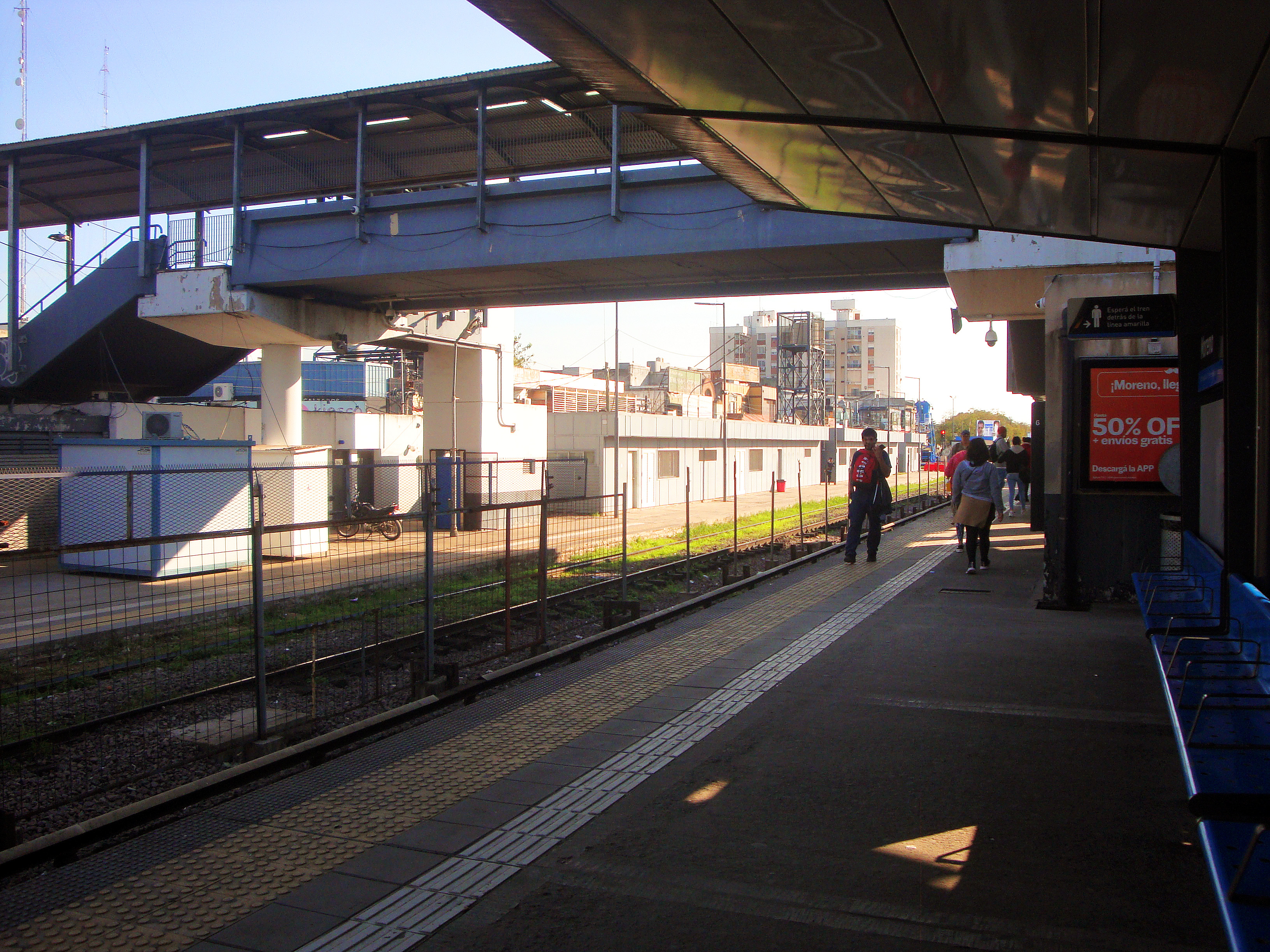
Vista del andén central
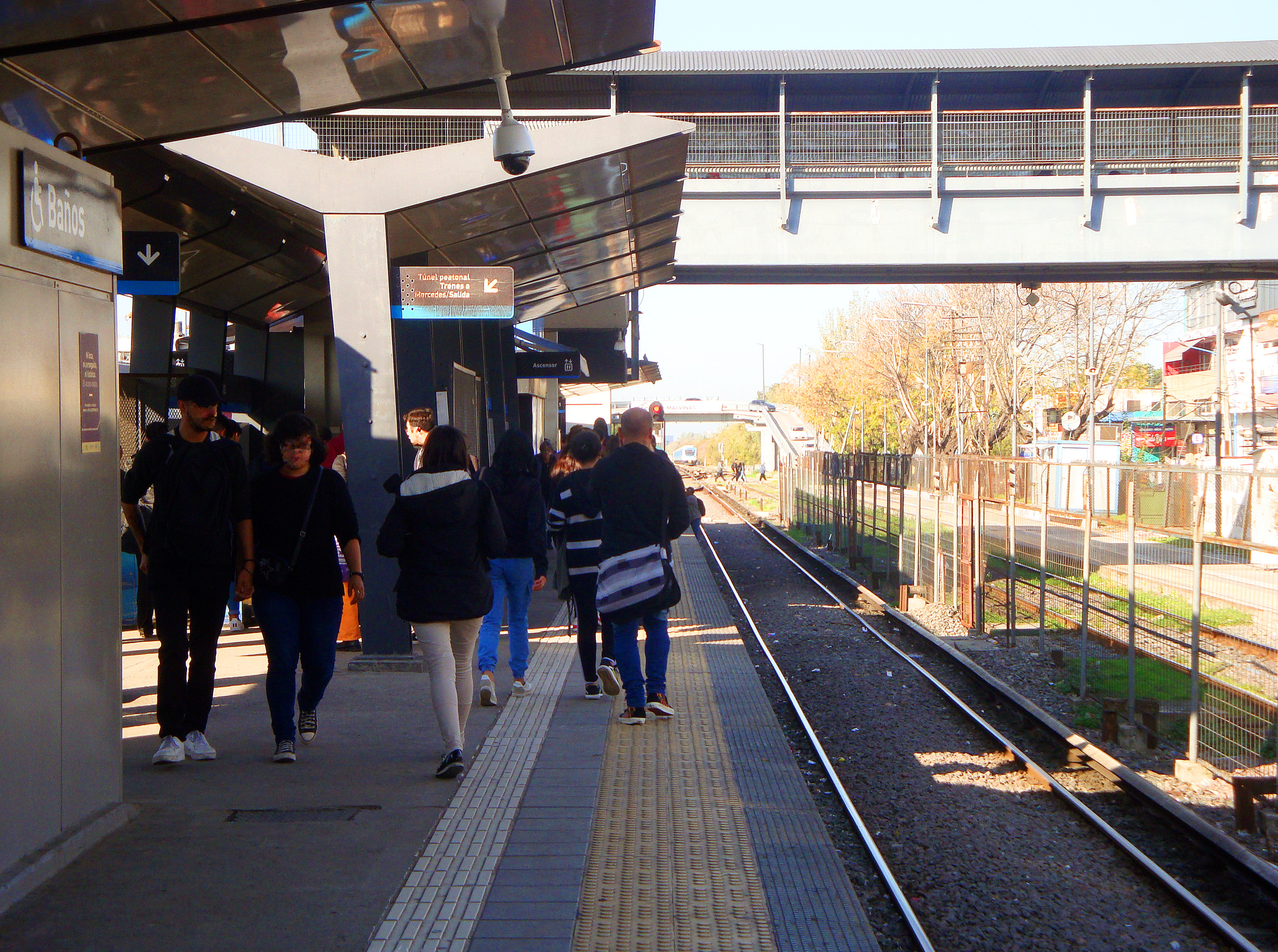
Vista del andén central
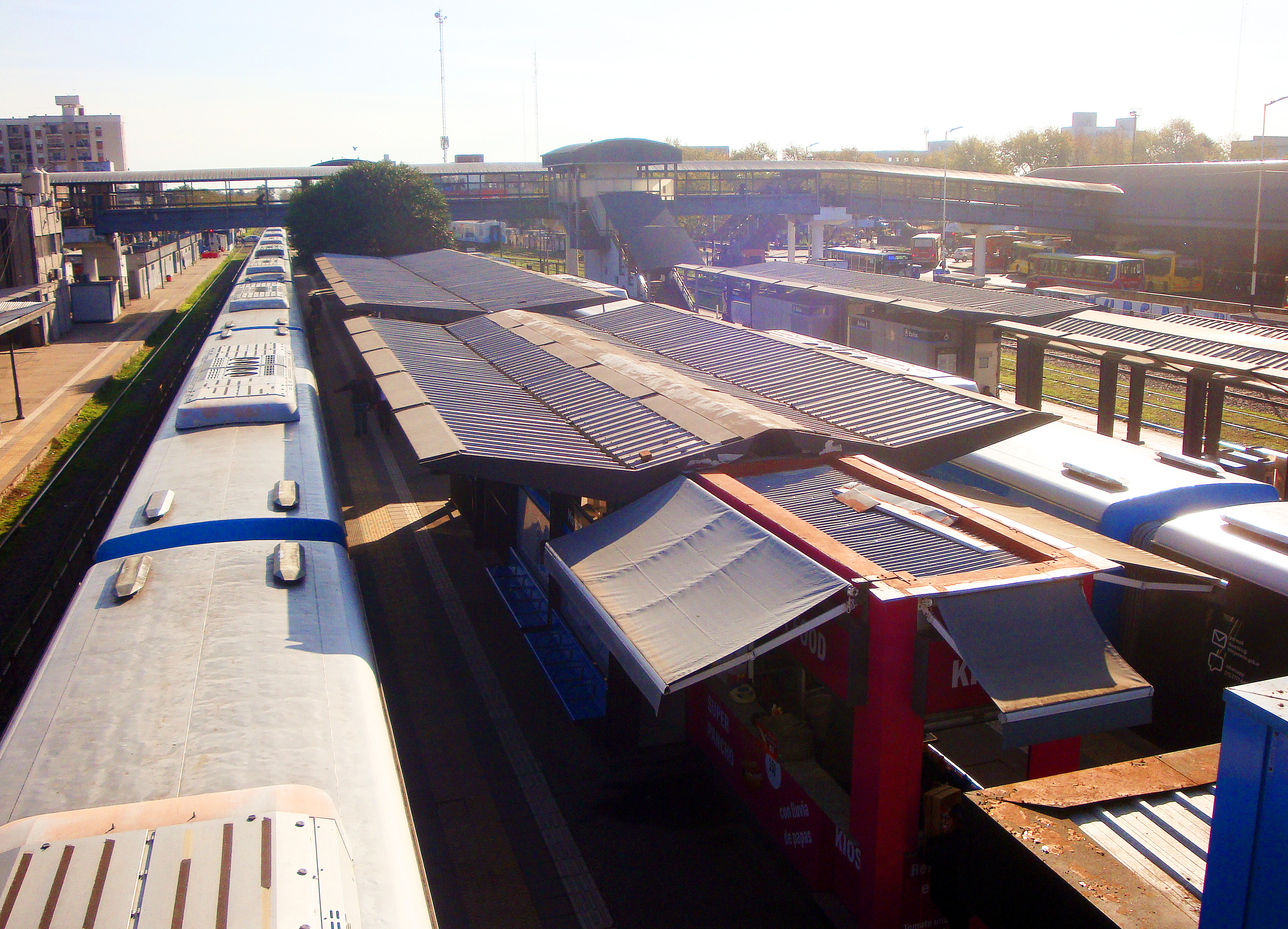
Vista del andén central desde la pasarela este
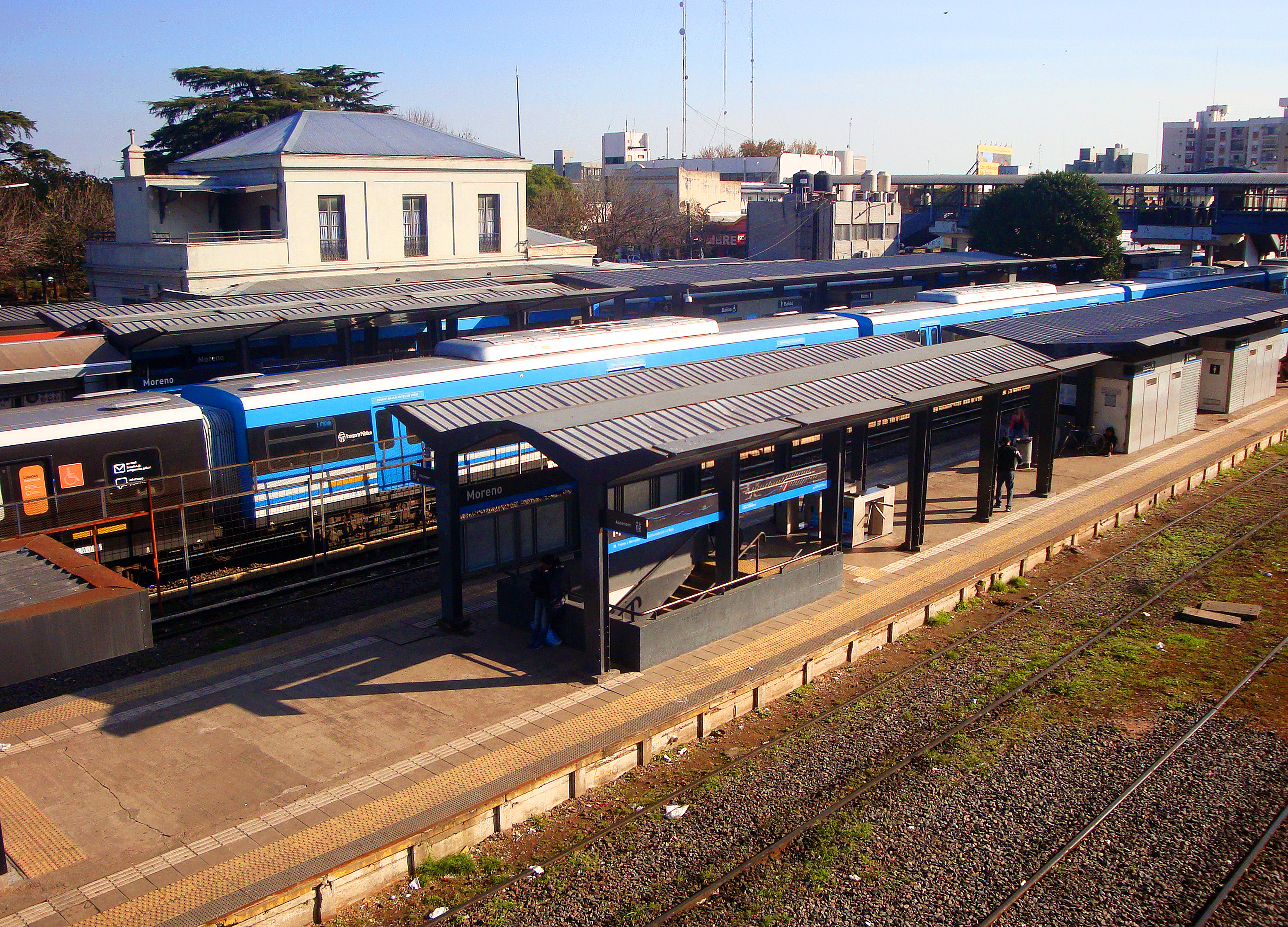
Vista del andén central desde la pasarela este
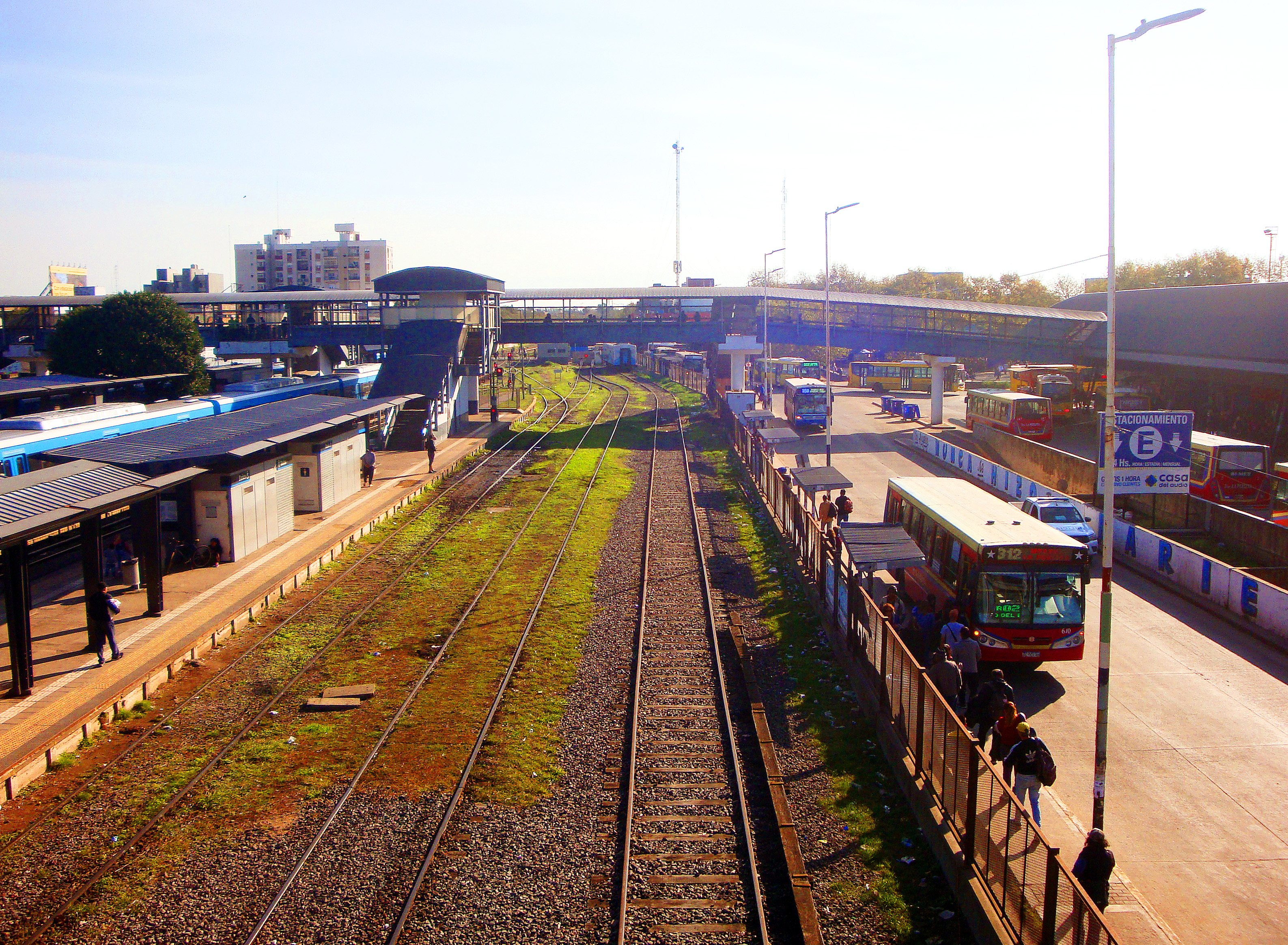
Panorama de las vías con vista hacia Luján
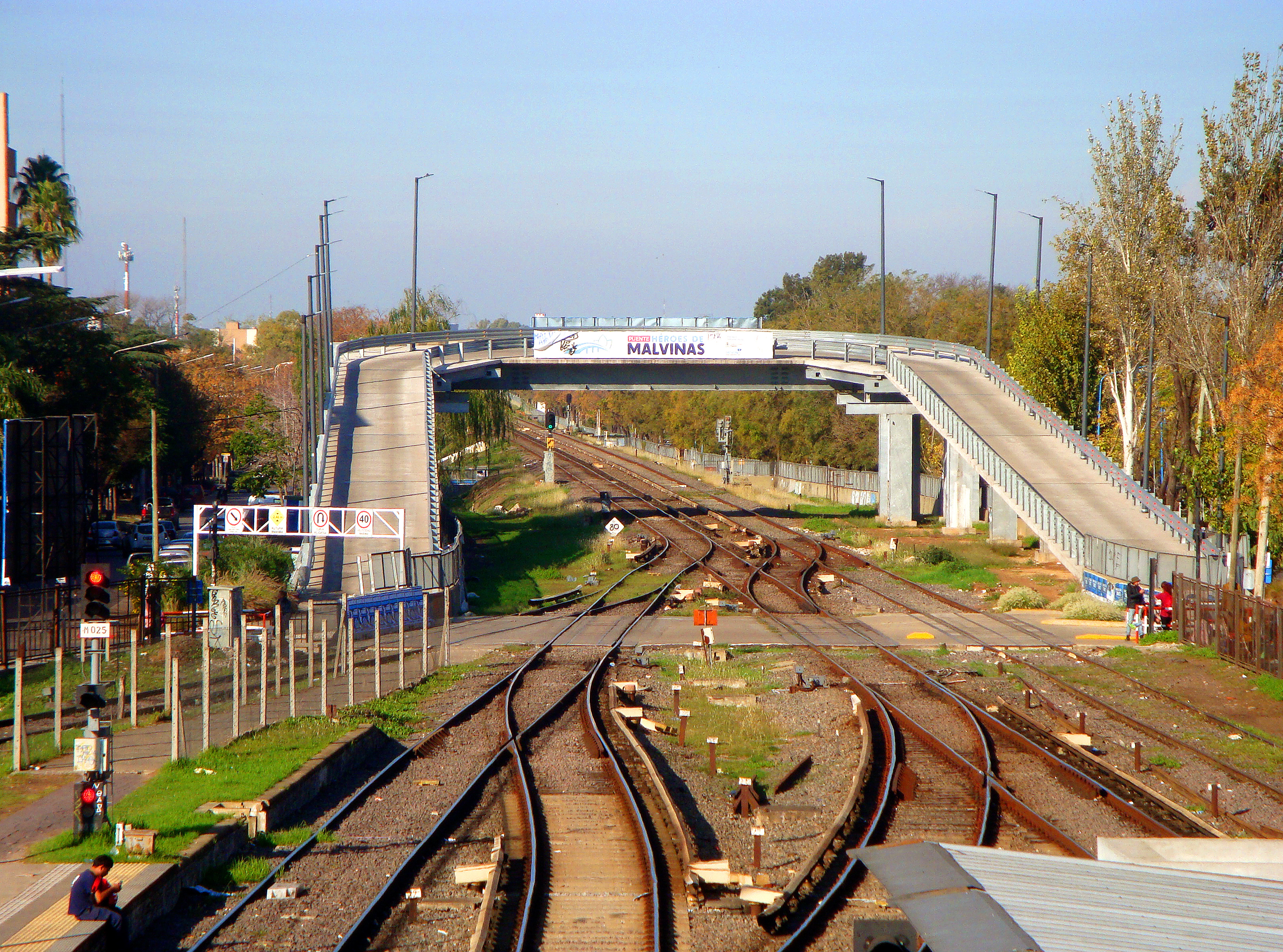
Panorama de las vías con vista hacia Merlo
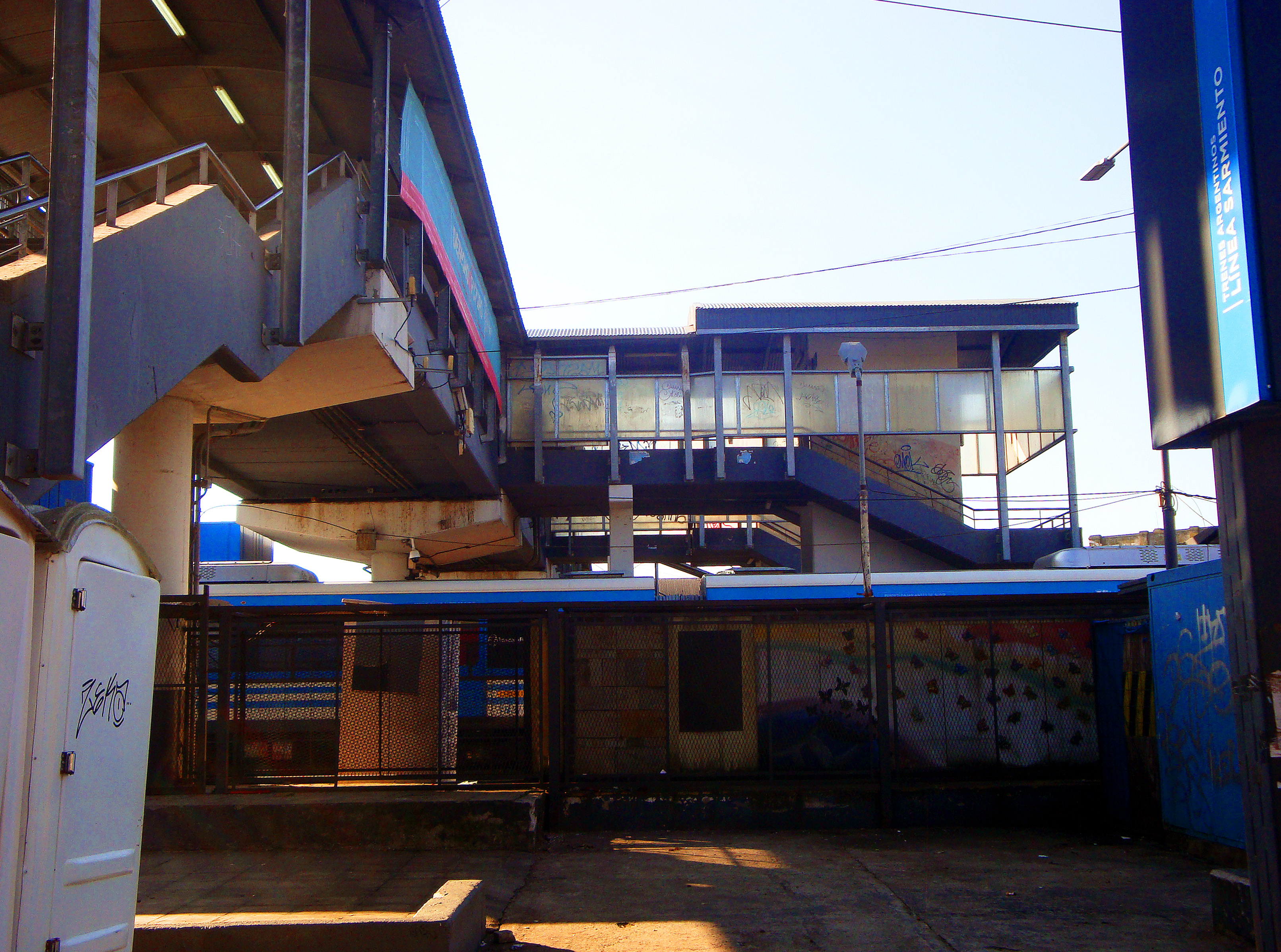
Detalle de la pasarela este
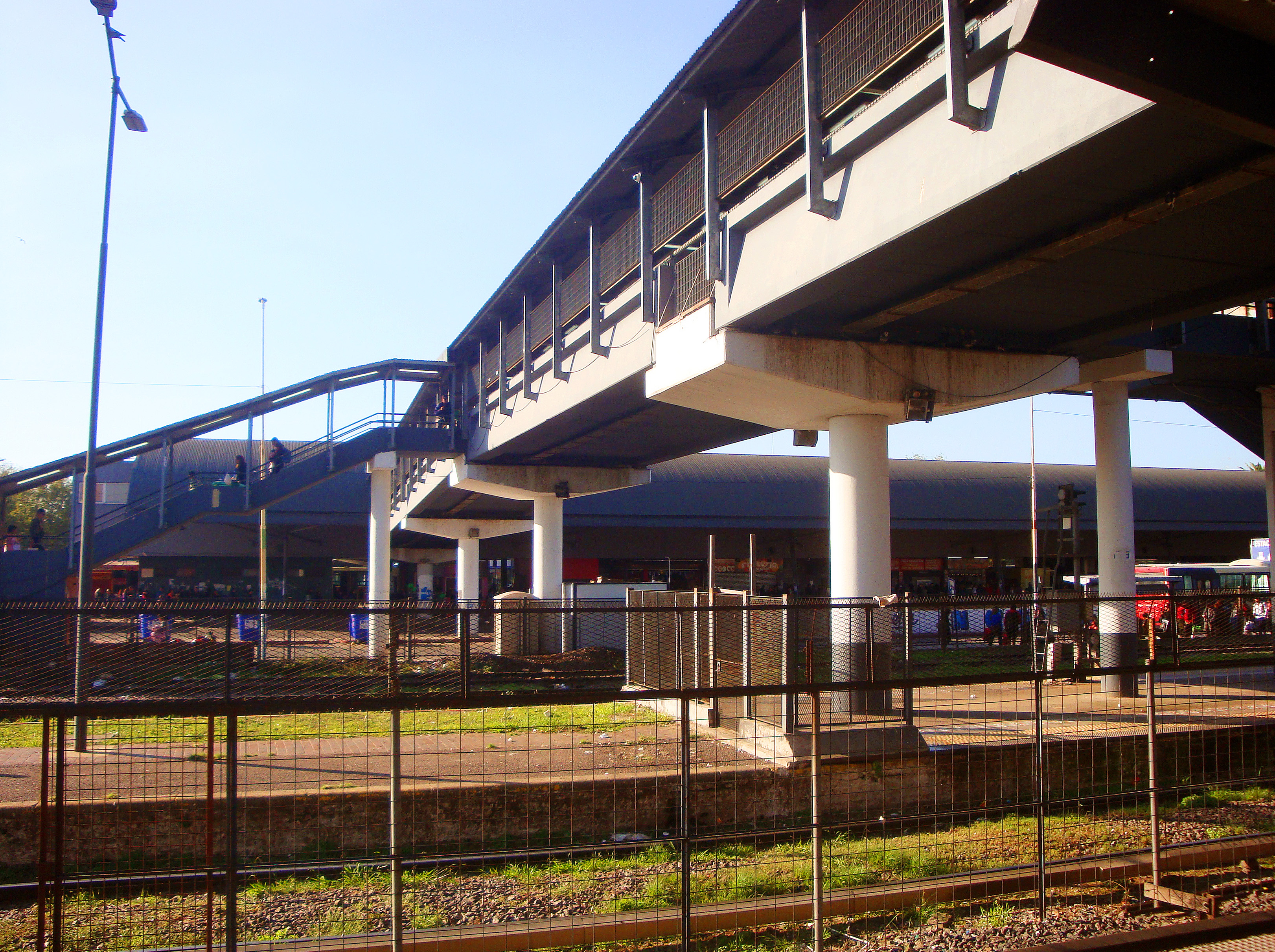
Detalle de la pasarela oeste
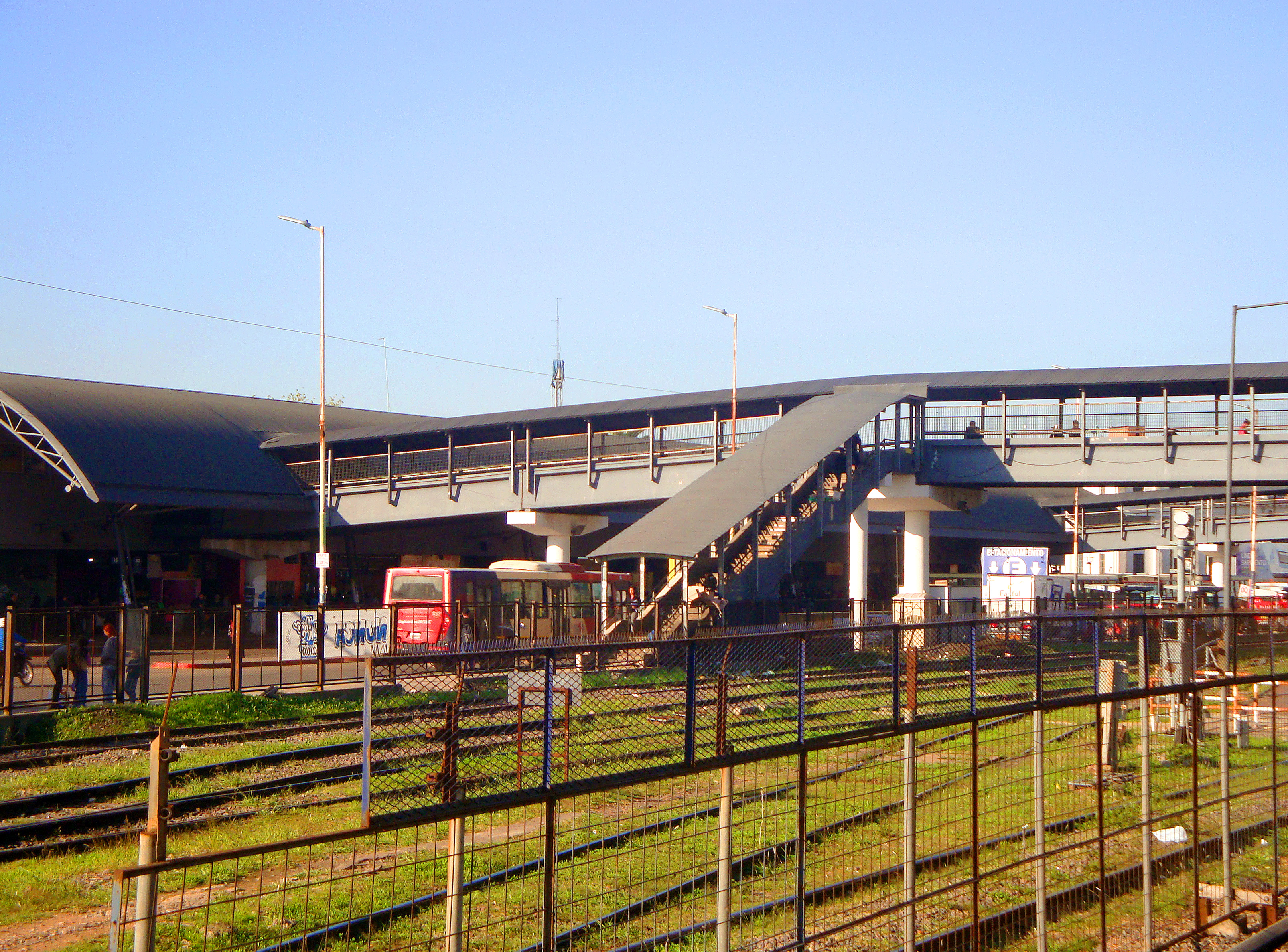
Conexión de la pasarela oeste con el Centro de Transbordo
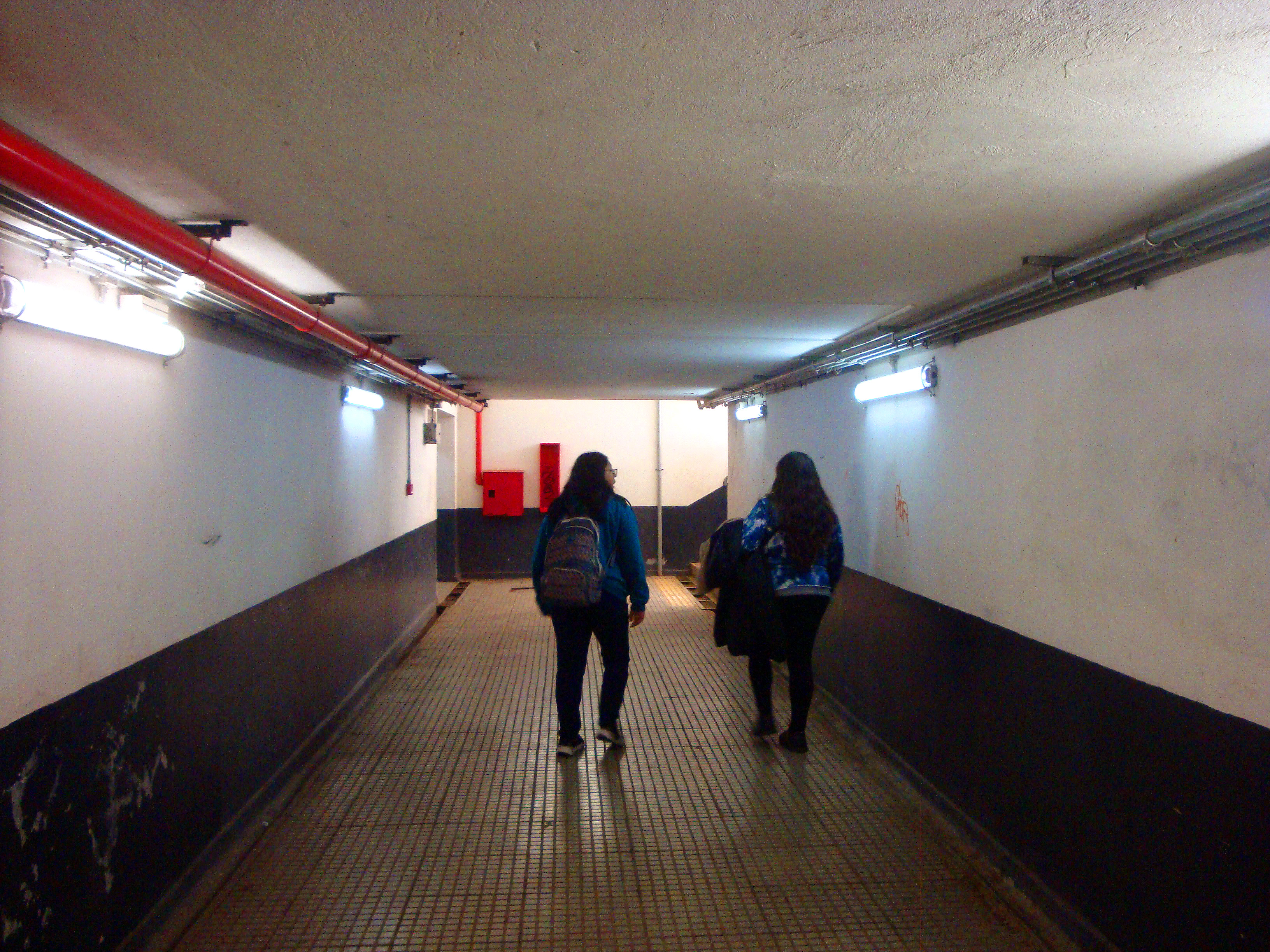
Túnel bajo el andén central
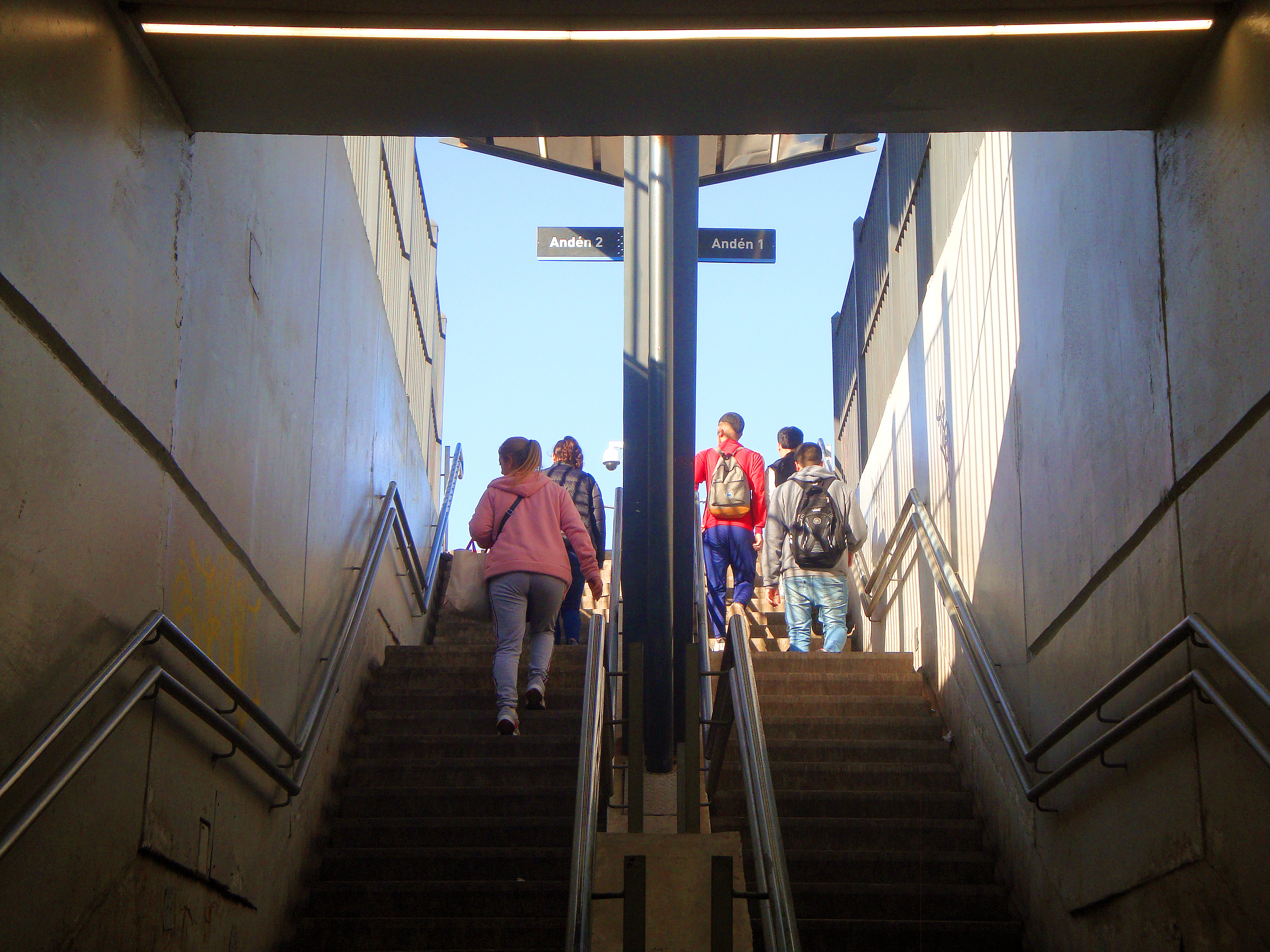
Acceso al andén central desde la Calle Pedro Martínez Melo
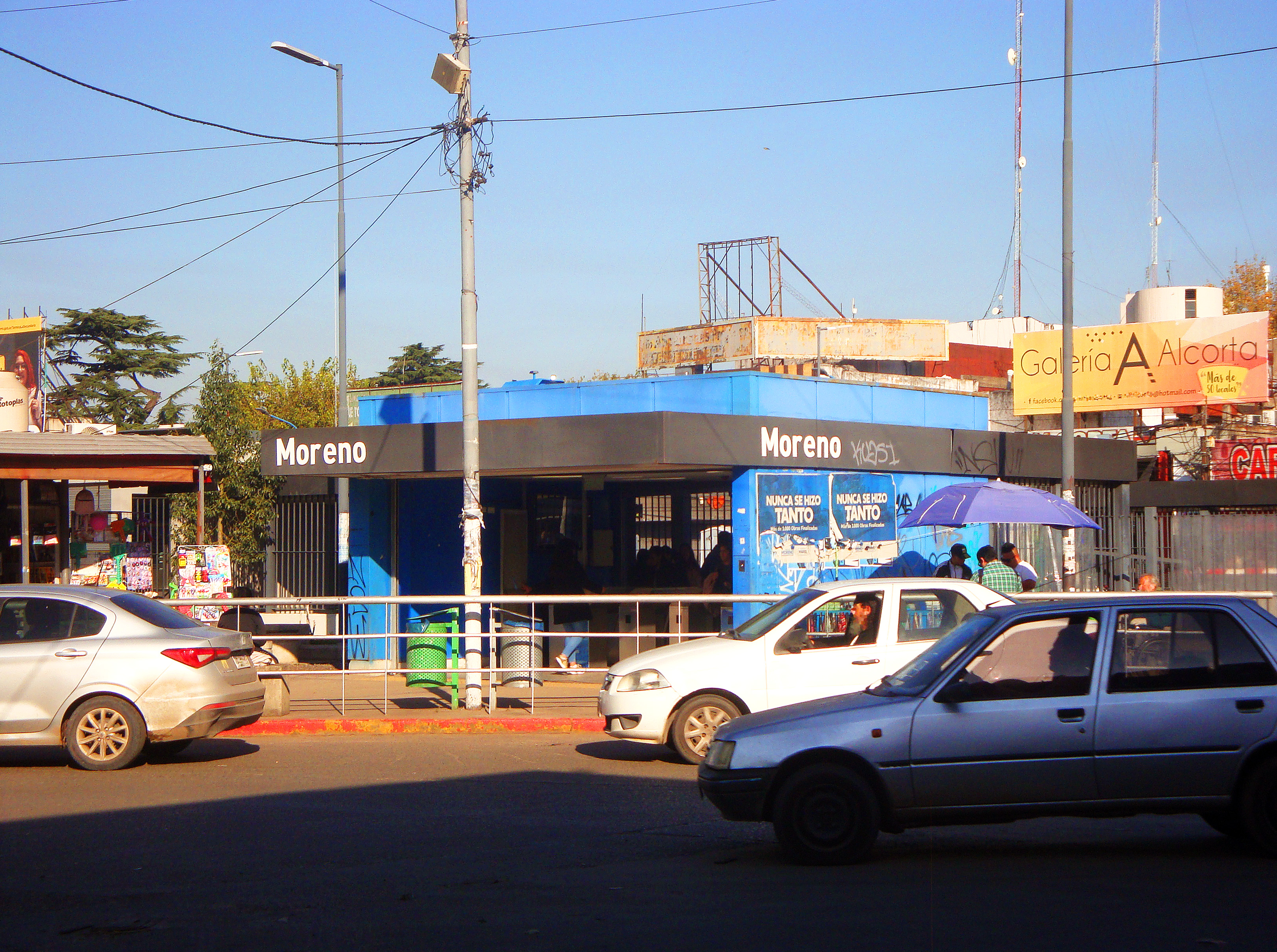
Nuevo acceso desde la Calle Pedro Martínez Melo
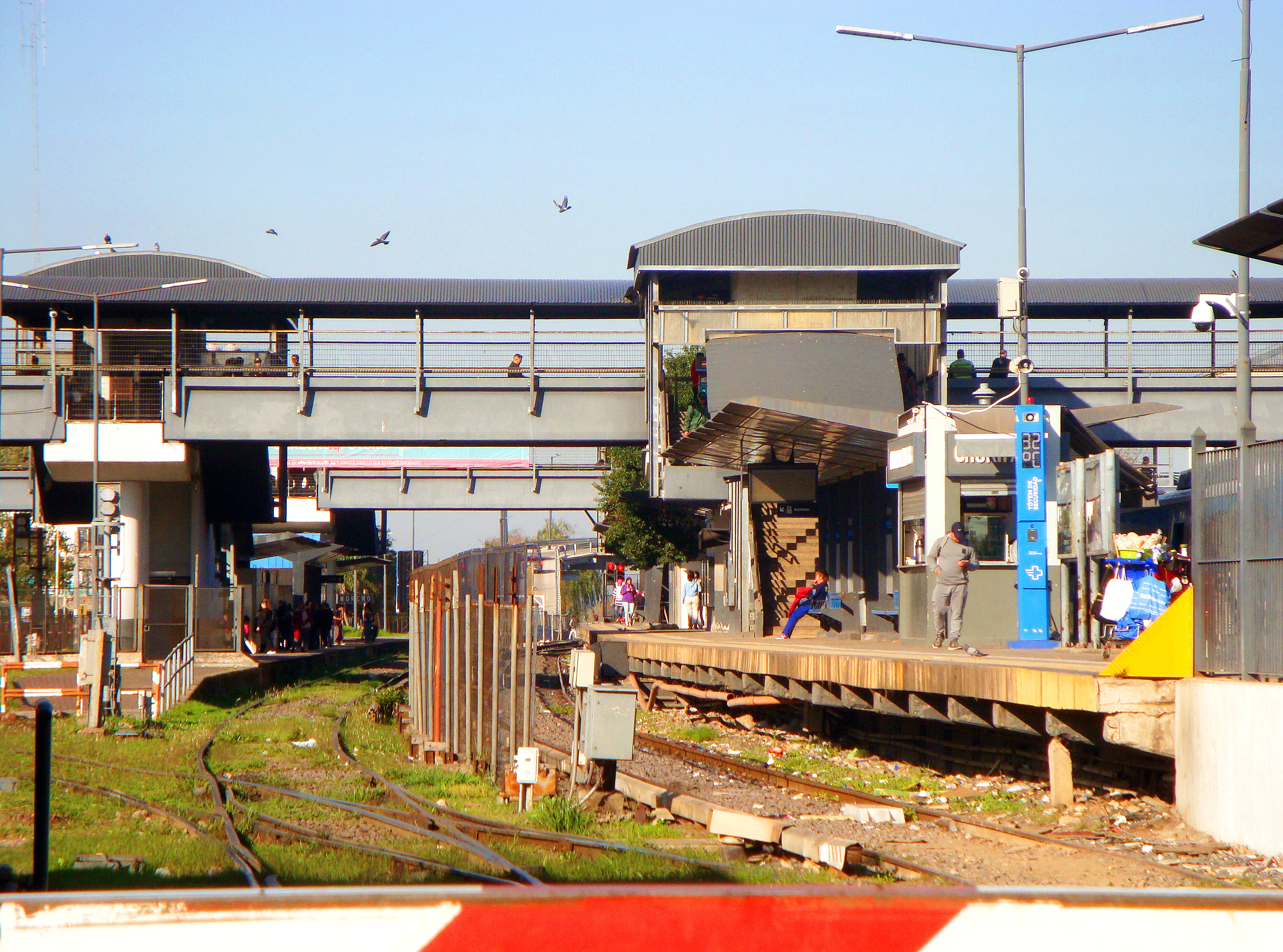
Vista del andén central desde el cruce de la Calle Pedro Martínez Melo
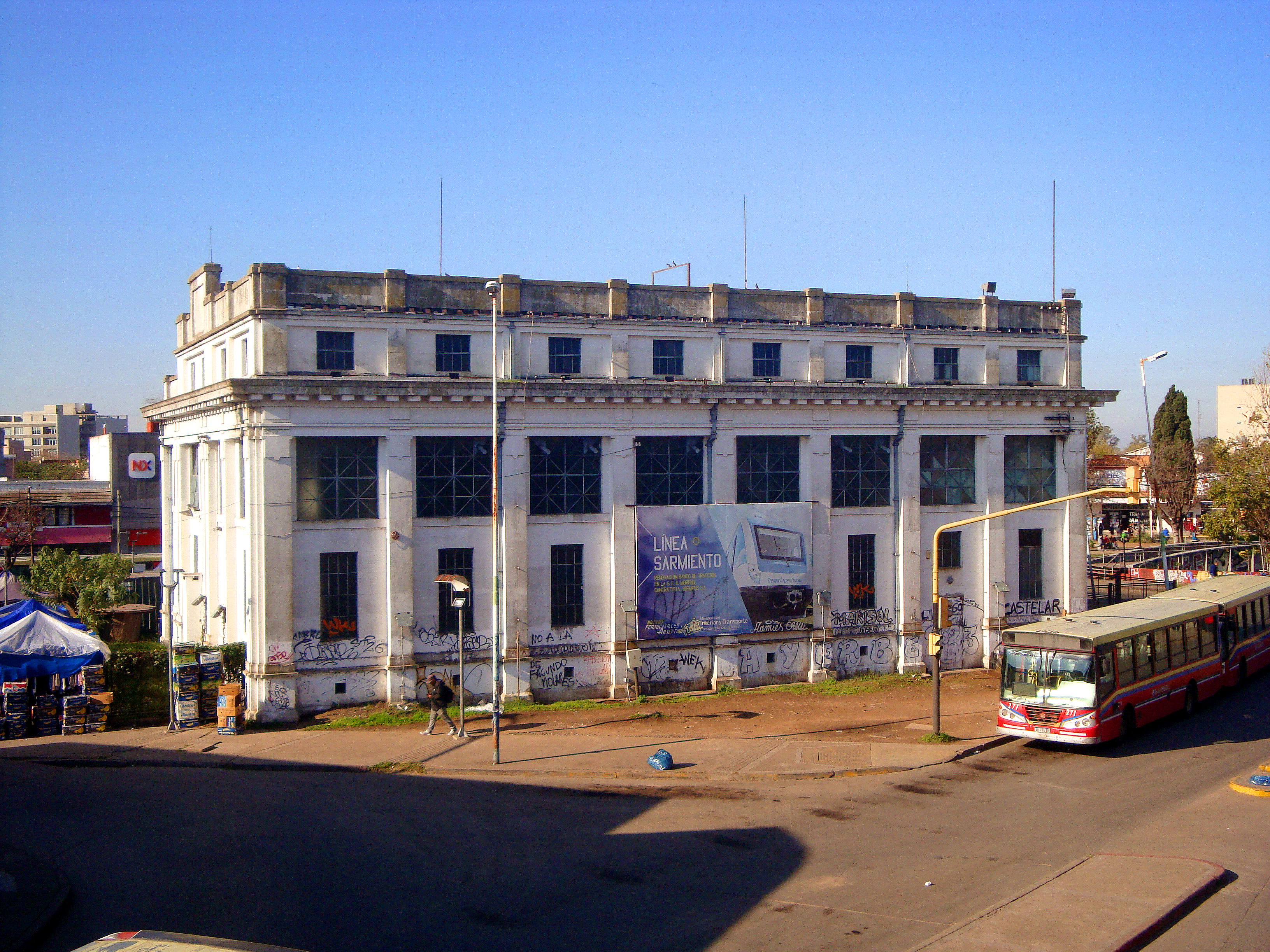
Edificio subtestación
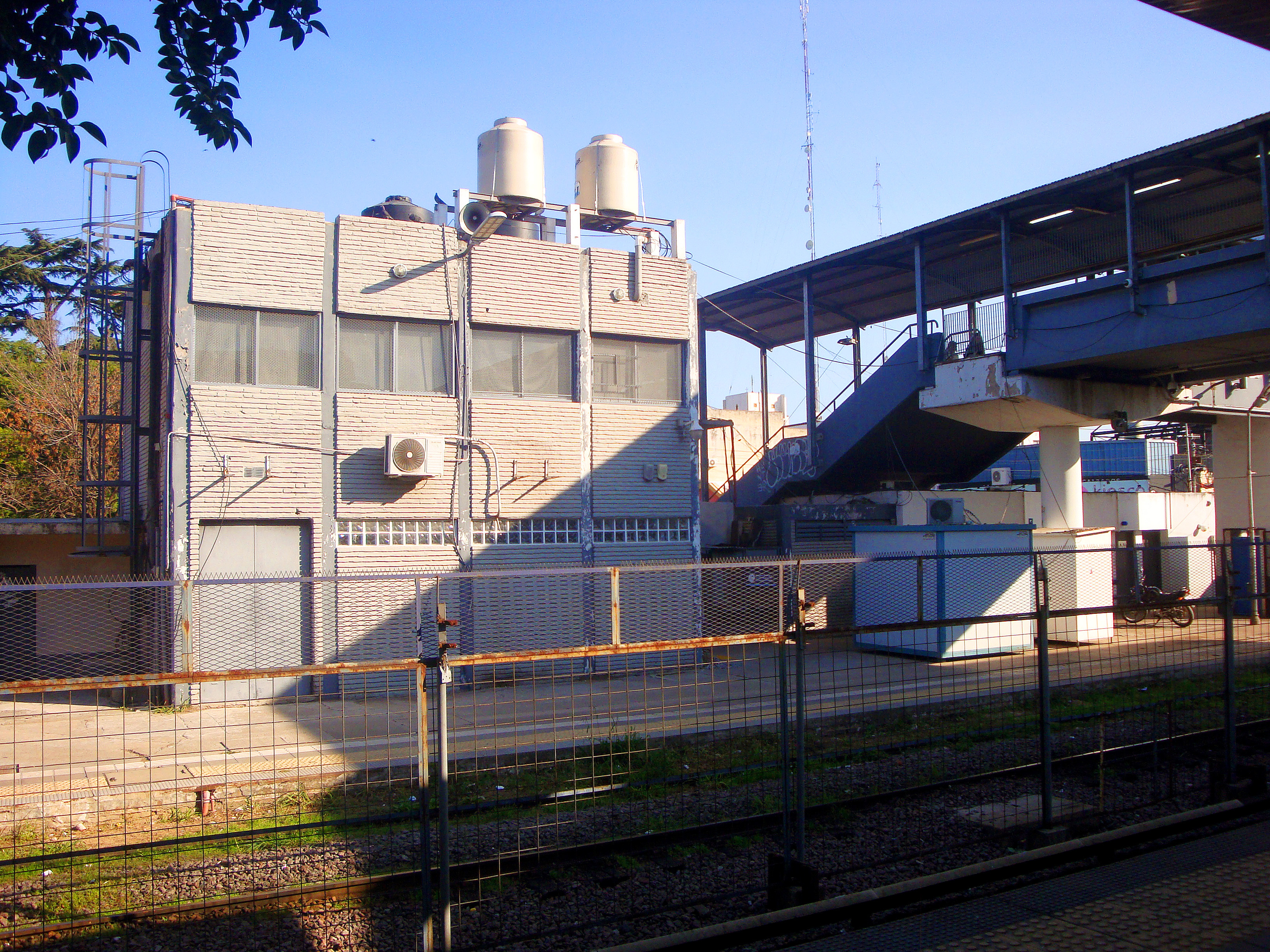
Edificio de operaciones
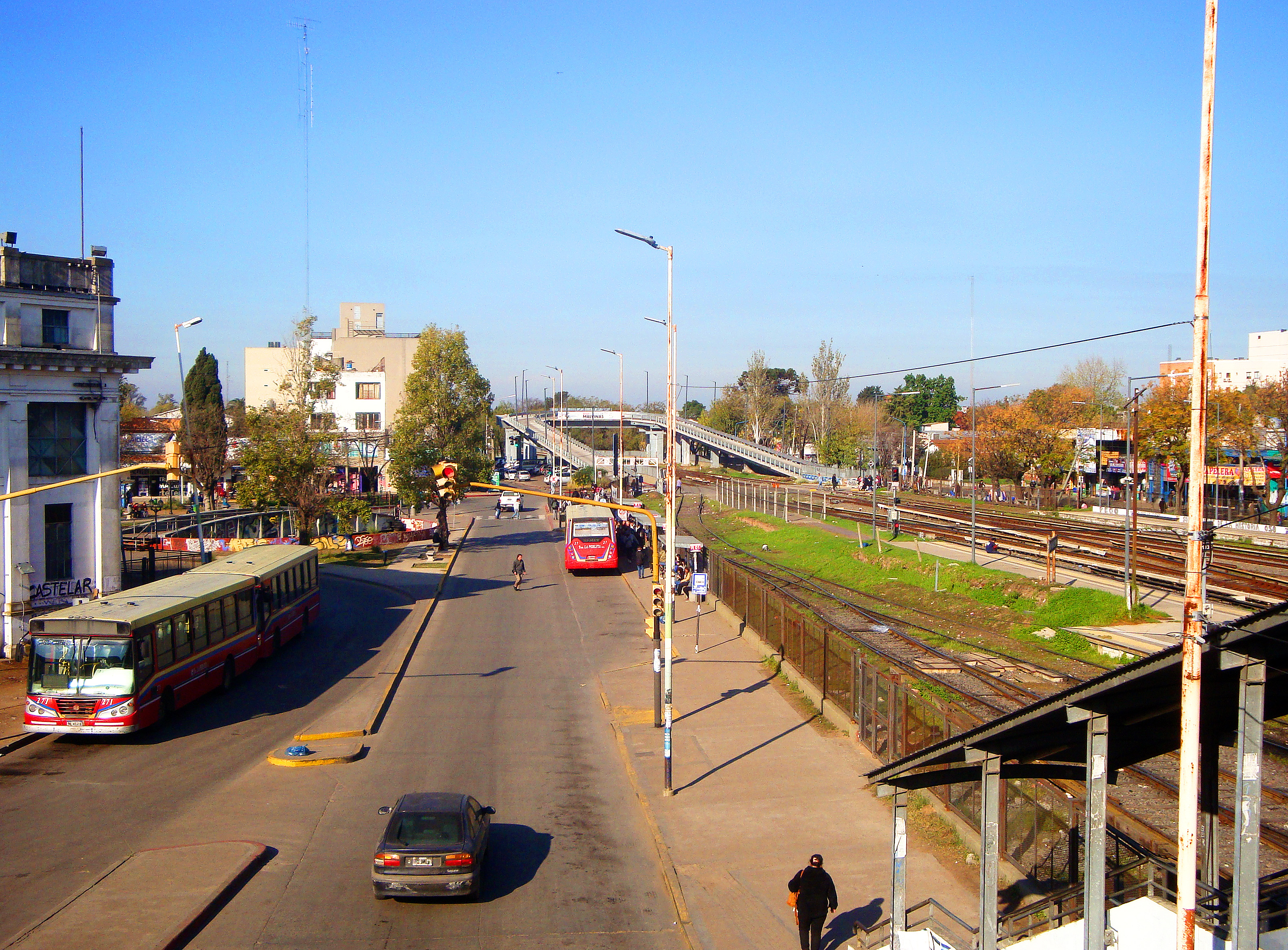
Vista de la Calle Amancio Alcorta desde la pasarela este
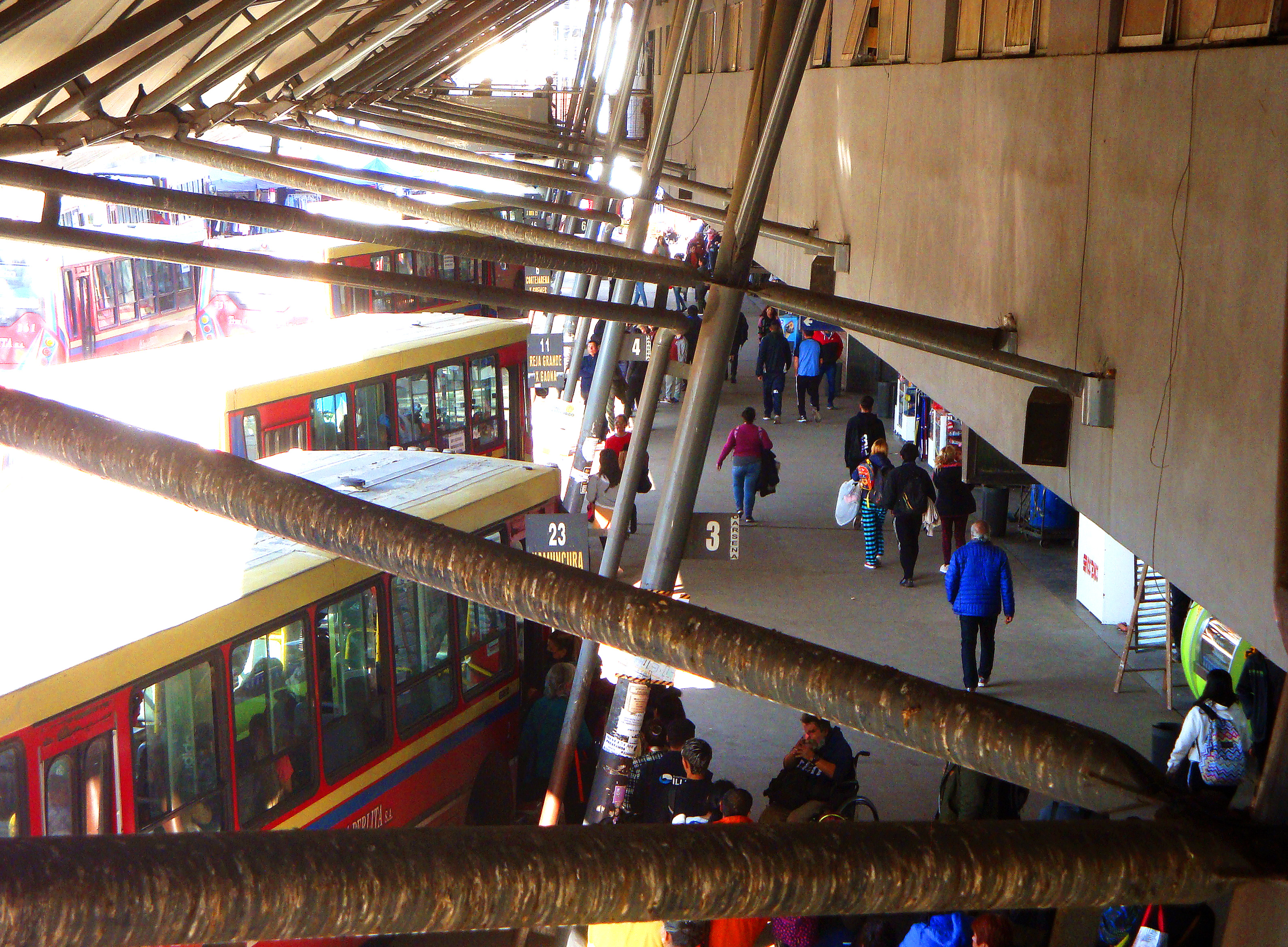
Lado norte del Centro de Transbordo
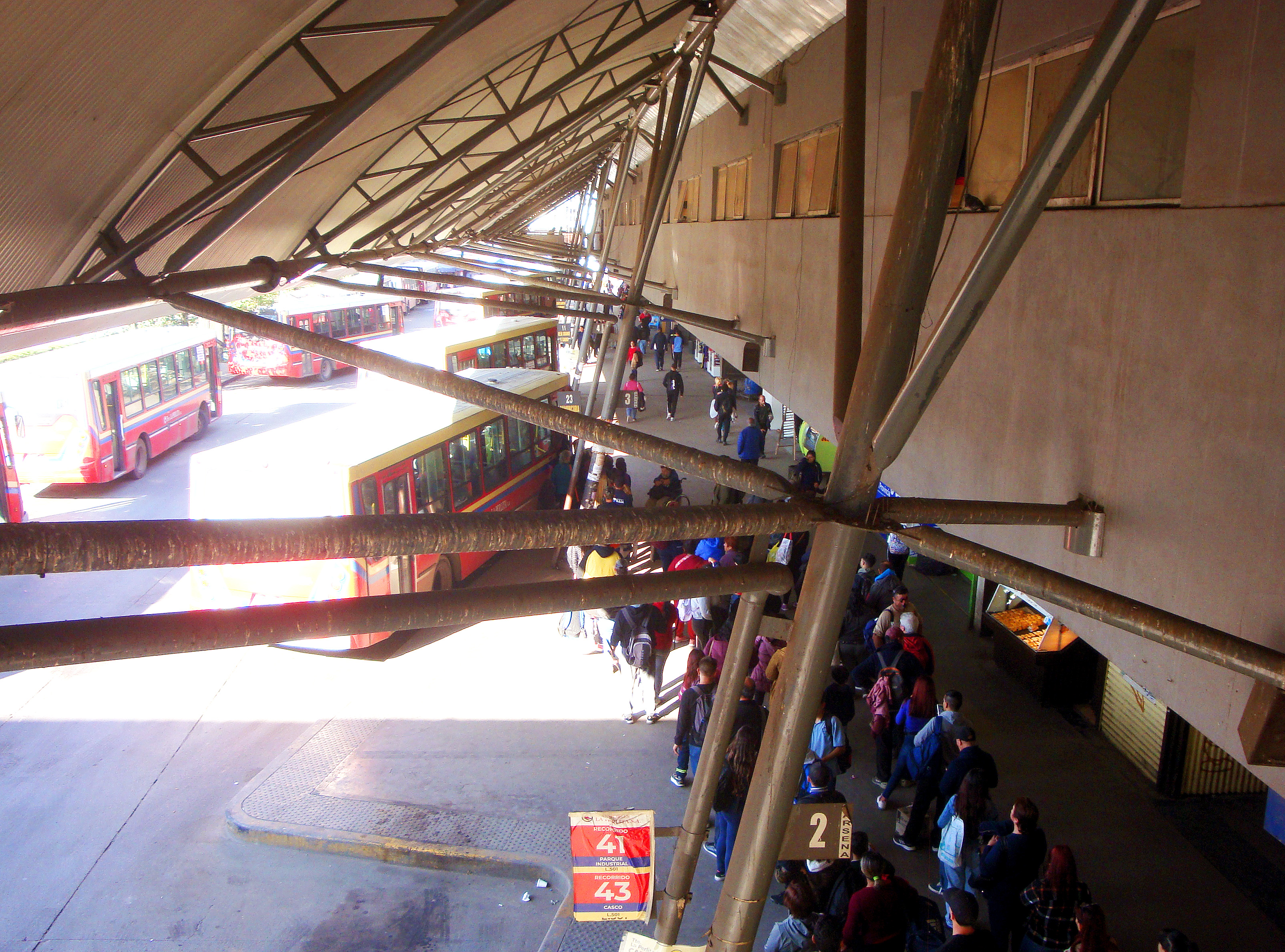
Lado norte del Centro de Transbordo
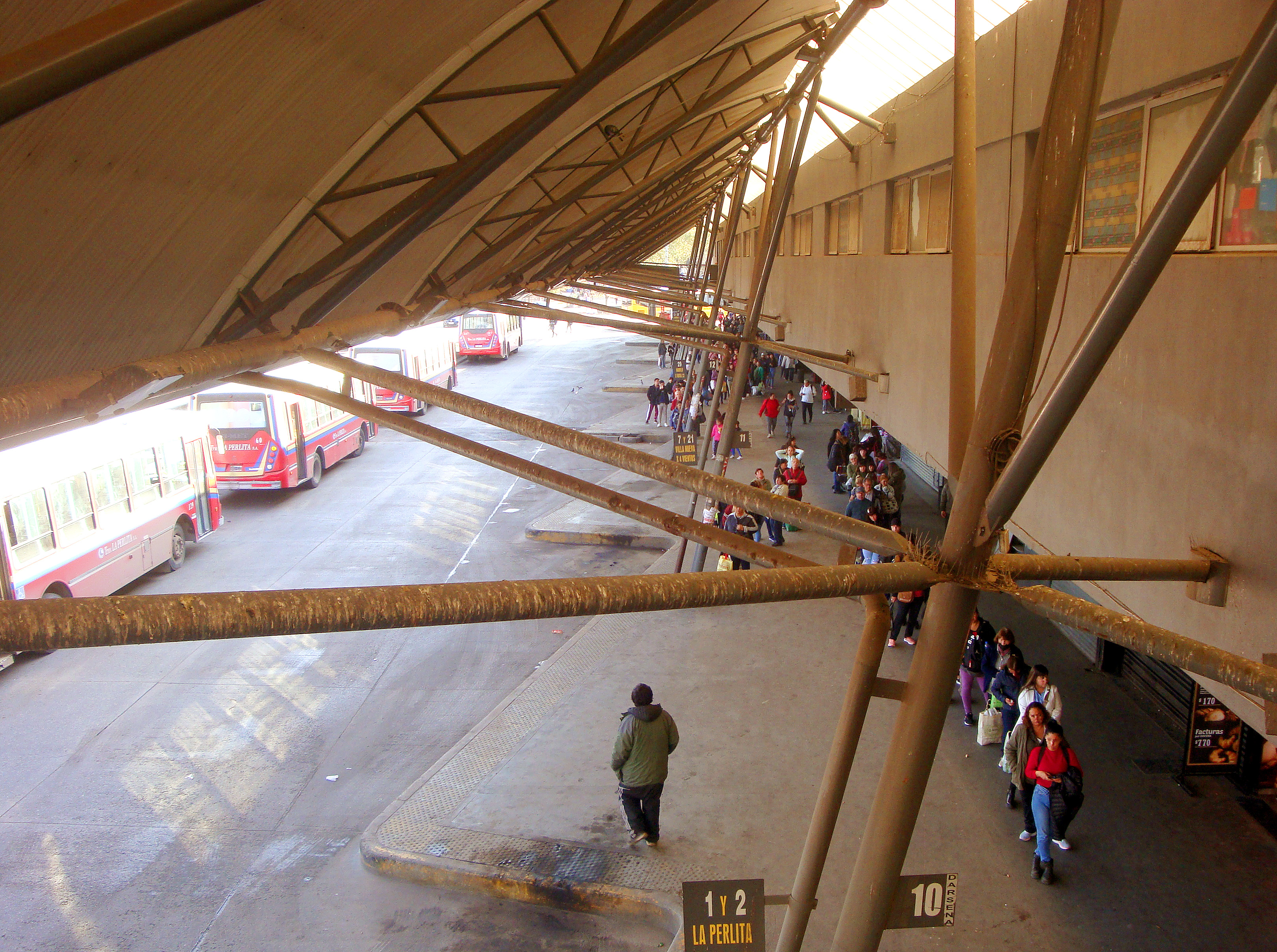
Lado sur del Centro de Transbordo
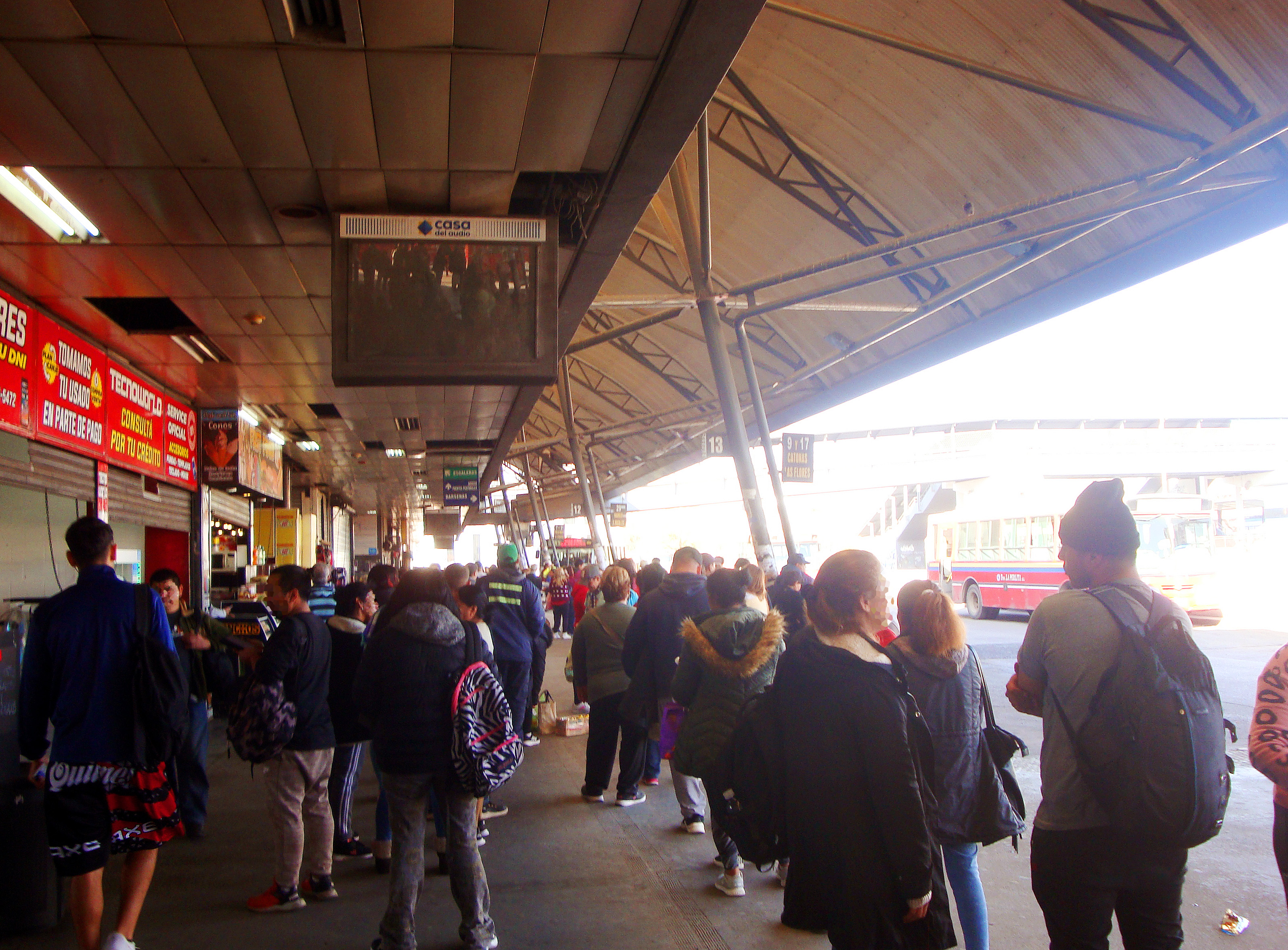
Vista del Centro de Transbordo
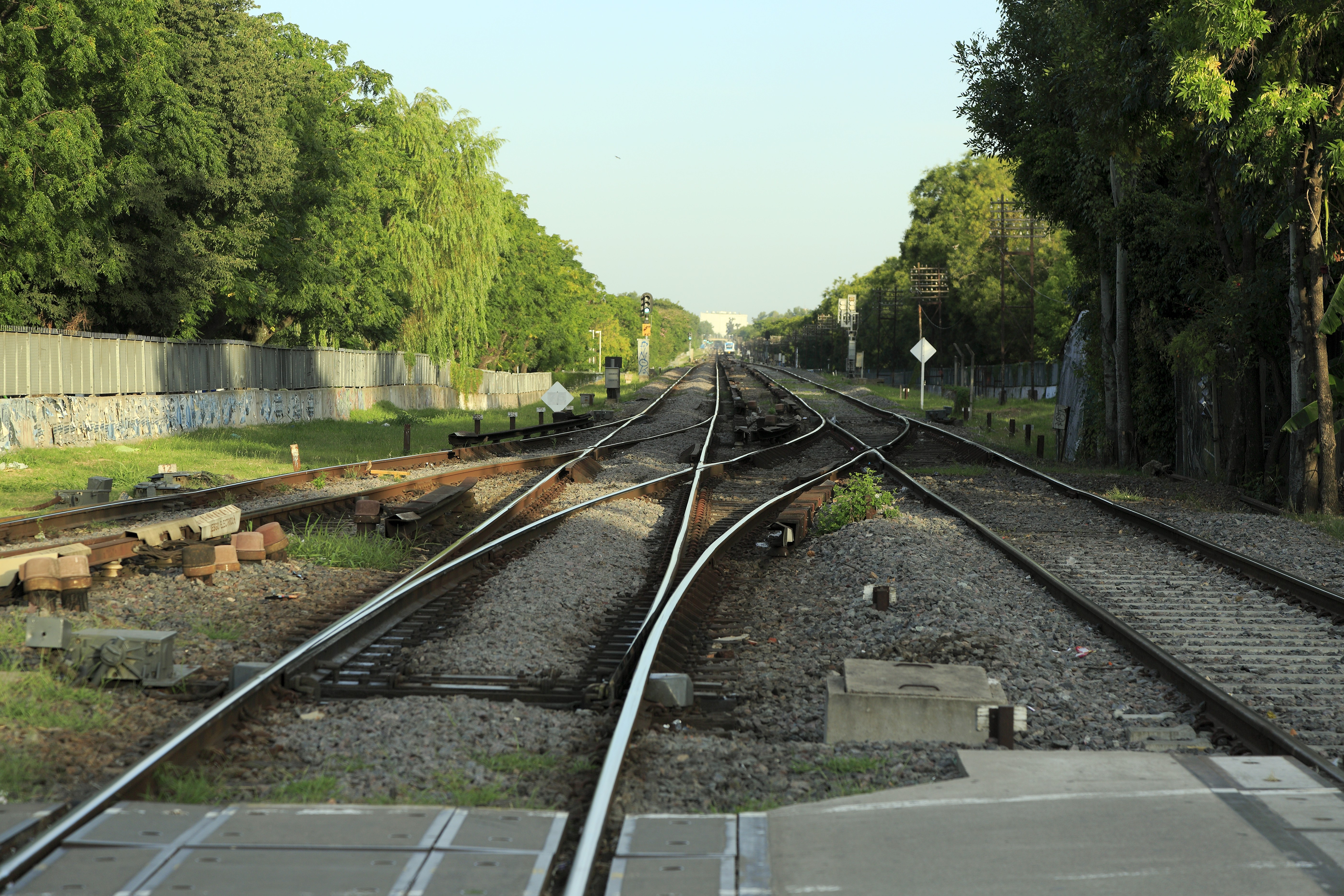
Detalle de las vías hacia Merlo
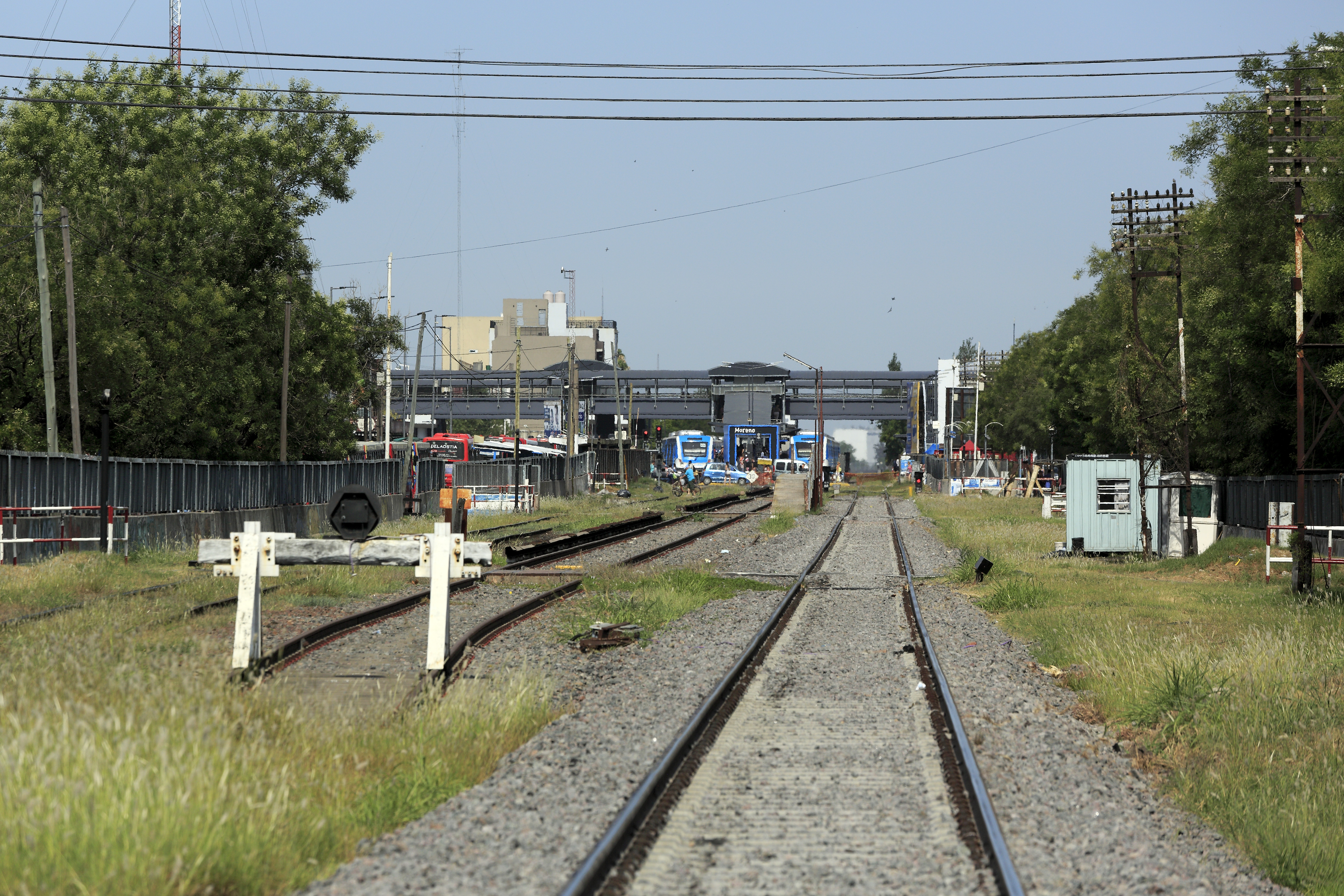
Detalle de las vías del Ramal Mercedes
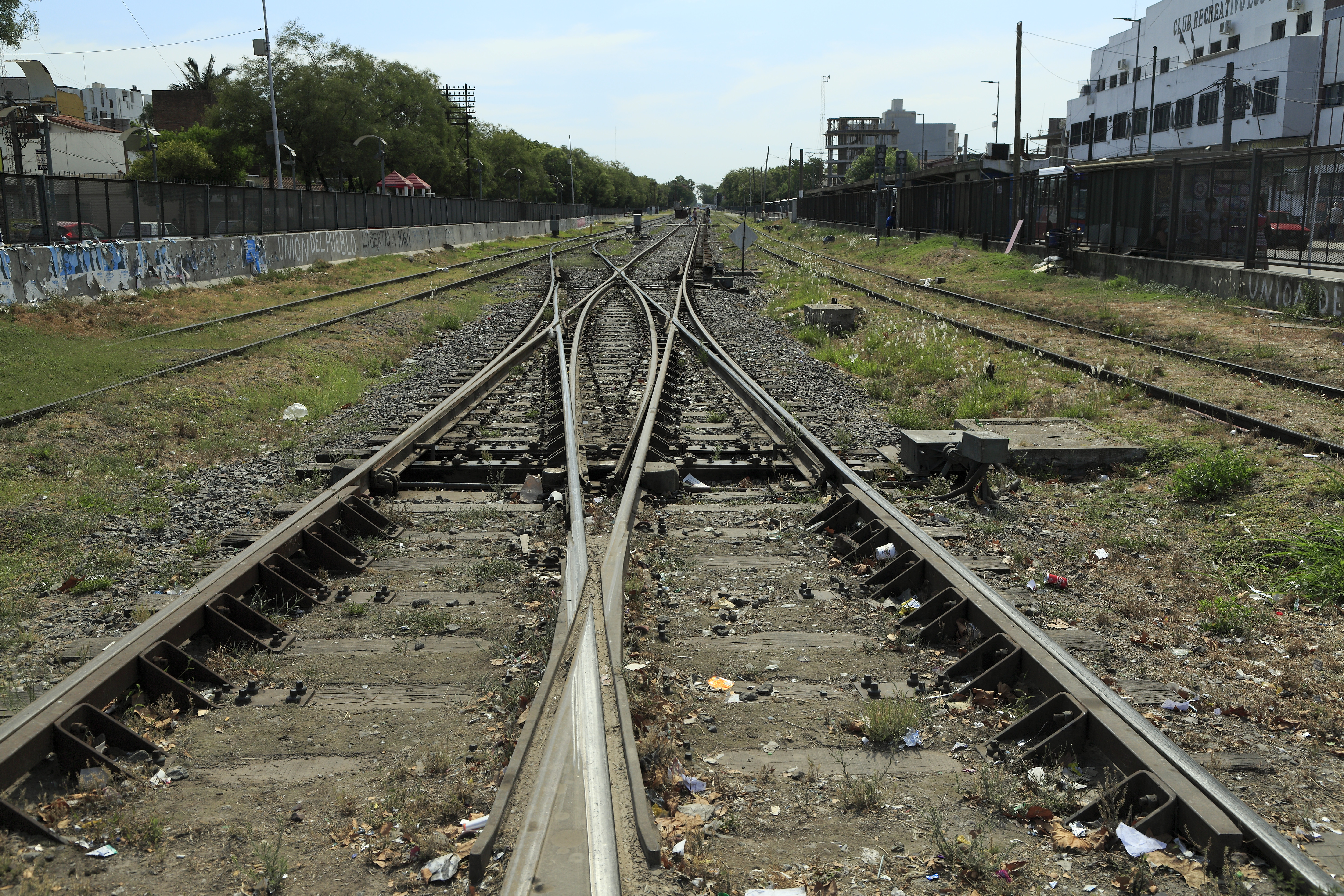
Detalle de las vías del Ramal Mercedes
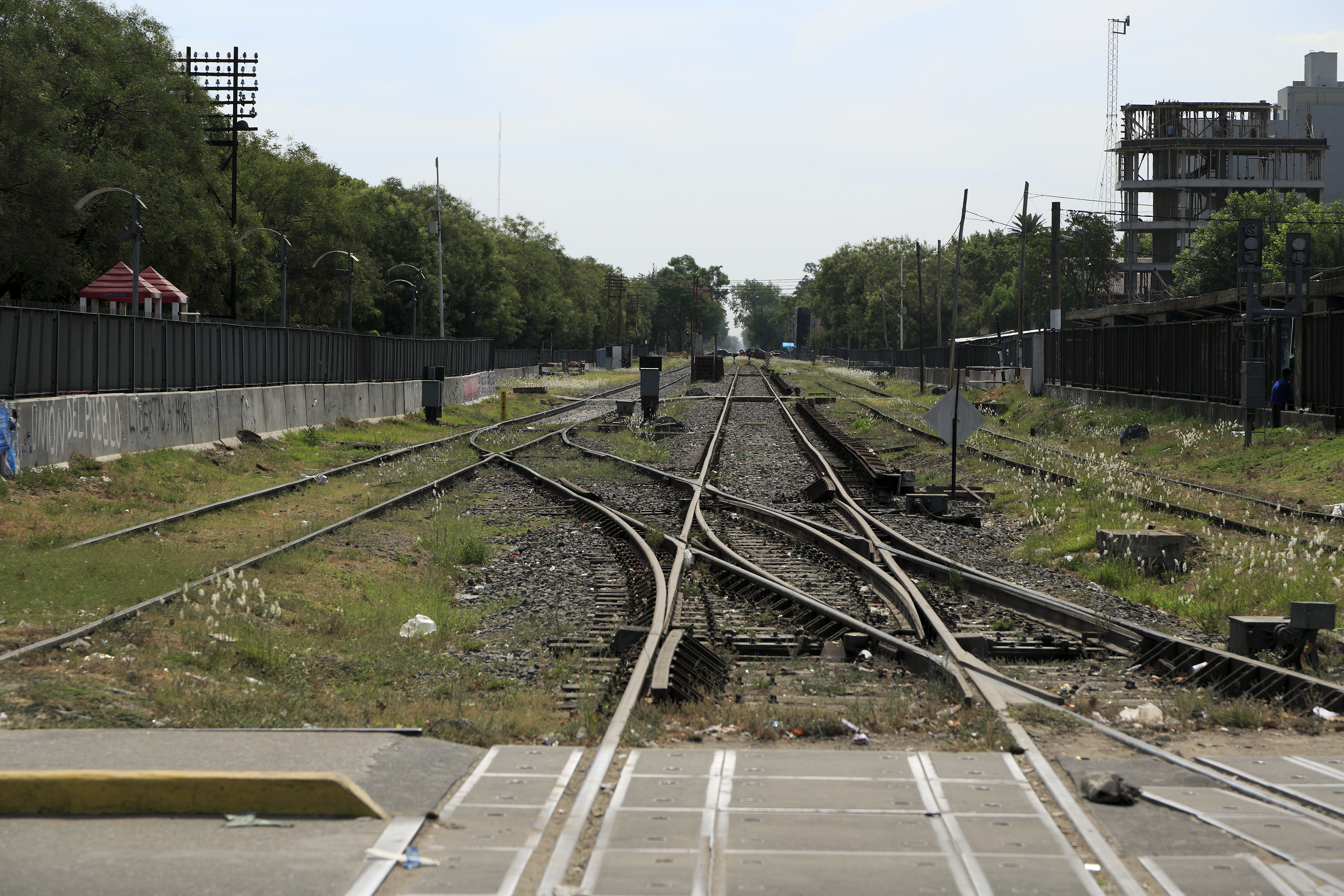
Detalle de las vías del Ramal Mercedes
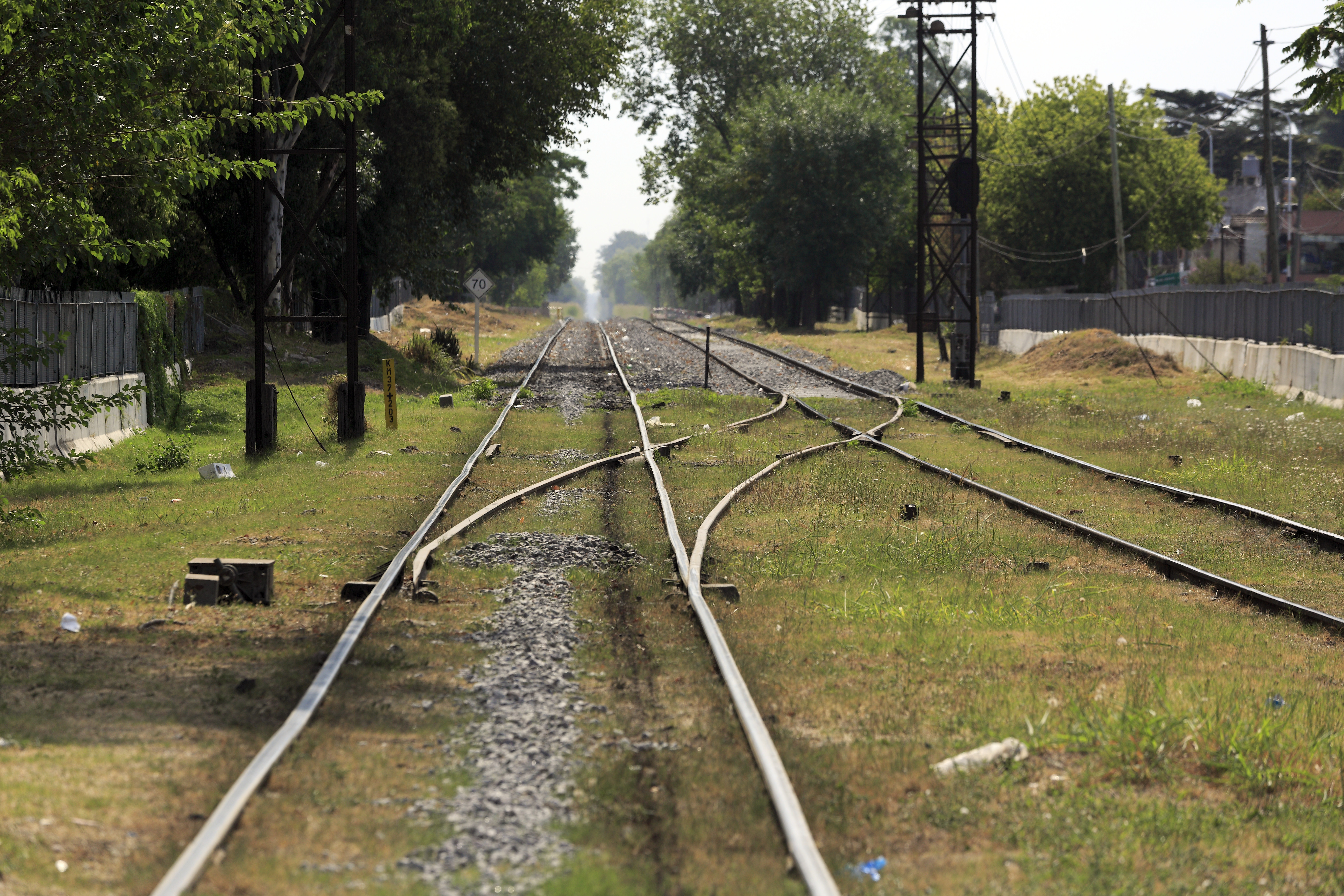
Detalle de las vías del Ramal Mercedes